# Bataille des Thermopyles
Vous lisez un « bon article » labellisé en 2019.
Cet article concerne la bataille des Thermopyles de 480 av. J.-C. Pour les autres dates, voir Bataille des Thermopyles (homonymie).
Guerres médiques
Batailles
- Ladé
- Marathon
- Thermopyles
- Artémision
- Salamine
- Platées
- Mycale
- Eurymédon

La bataille des Thermopyles, l'un des plus célèbres faits d'armes de l'histoire antique et des guerres médiques, oppose une alliance des cités grecques à l'Empire achéménide en août ou septembre 480 av. J.-C. L'armée grecque, environ 7 000 hoplites, tente de retenir l'armée perse de Xerxès Ier, laquelle compte, selon les estimations modernes, entre 70 000 et 300 000 soldats à l'entrée du défilé des Thermopyles qui commande l'accès à la Grèce centrale, le long de la mer Égée.
À la suite d'une manœuvre de contournement par les Perses, la plupart des Grecs — pris sur leurs arrières — abandonnent le champ de bataille à cause de la trahison d'un des leurs et seuls les 300 soldats spartiates commandés par le roi Léonidas Ier, ainsi que 700 soldats de Thespies sous les ordres de Démophilos, décident de combattre jusqu'au sacrifice, malgré une infériorité numérique prononcée, pour laisser aux Grecs le temps d'organiser leur défense. Cette bataille devient l'un des symboles de la résistance grecque à l'envahisseur car, grâce à elle et malgré la prise d'Athènes par les Perses, les Grecs conservent leur indépendance après leurs triomphes à Salamine, en septembre 480 av. J.-C., et à Platées, en 479 av. J.-C.
Au sommet du Kolonós, théâtre de l'ultime résistance spartiate, sur lequel a été érigé un mausolée, une inscription du poète Simonide de Céos commémore cette action :

« Étranger, va dire à Lacédémone

Que nous gisons ici par obéissance à ses lois. »

Le courage et le sacrifice des Spartiates, entrés dans le mythe, ont été repris maintes fois par la culture populaire, même si les Perses ont obtenu une victoire provisoire au prix de pertes considérables et de l'espoir d'une conquête facile de la Grèce.

## Sources

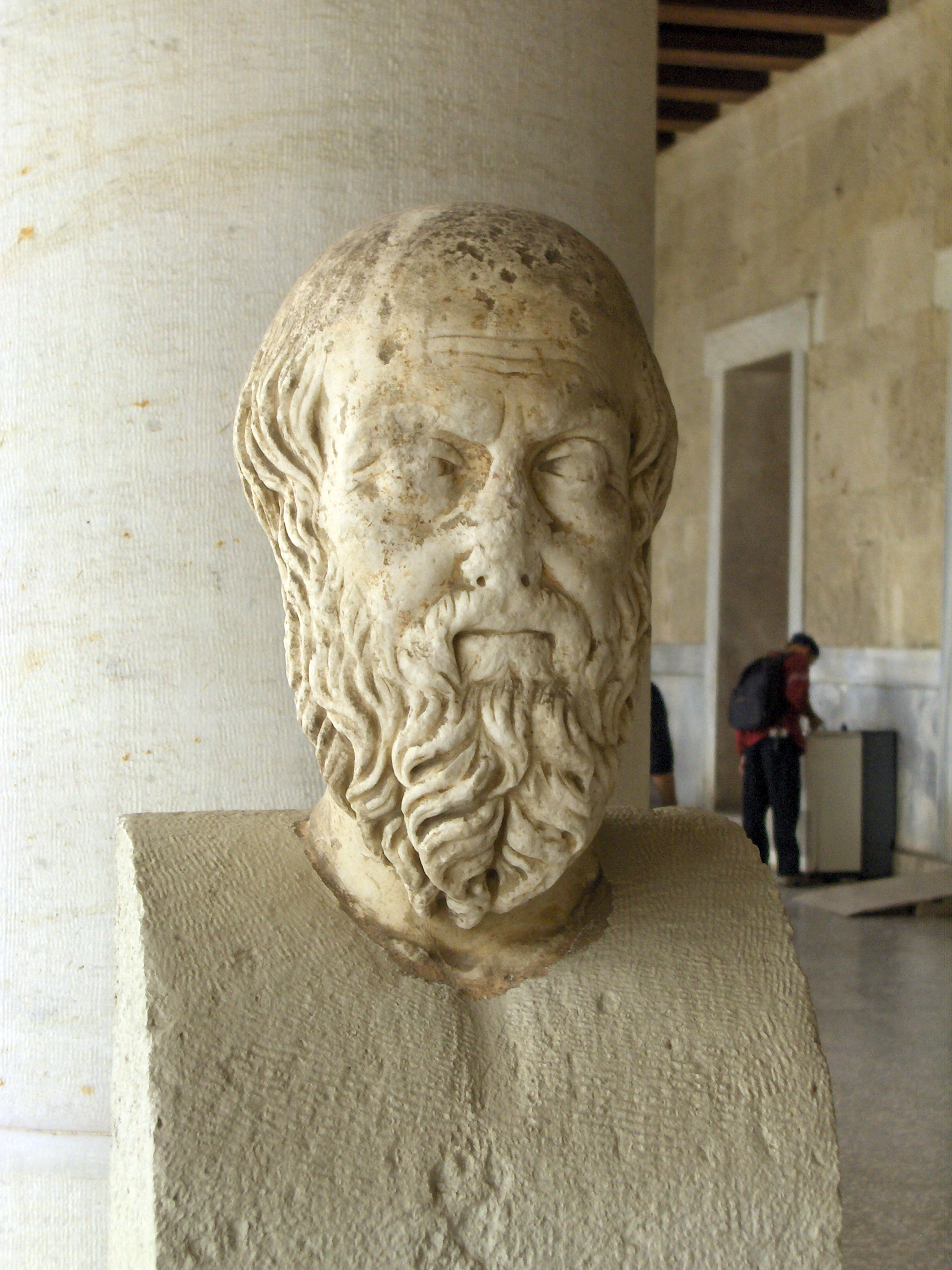
Buste d'Hérodote, musée de l'Agora antique d'Athènes.

La principale source sur les guerres médiques est l'historien grec Hérodote. Surnommé le « Père de l’Histoire » par Cicéron, il est né en 484 av. J.-C. en Anatolie alors sous domination perse. Il rédige ses Histoires vers 440–430 av. J.-C., essayant de retracer l'origine des guerres médiques. L'approche d'Hérodote, nouvelle, se poursuit aujourd'hui. En effet, selon Holland : « [pour] la première fois, un chroniqueur cherche à faire remonter les origines d'un conflit, non pas à un passé assez lointain pour être tout à fait fabuleux, ni aux caprices et aux désirs d'un dieu, ni à la prétention d'un peuple à une destinée manifeste, mais plutôt à des explications qu'il peut vérifier personnellement »,.
Quelques historiens ultérieurs de l'Antiquité le critiquent, même s'ils suivent ses pas, notamment Thucydide,. Malgré tout, ce dernier commence son histoire de la guerre du Péloponnèse là où Hérodote arrête les siennes (au siège de Sestos en 479 av. J.-C.) ; il reconnaît donc de façon implicite que les Histoires d'Hérodote sont suffisamment exactes pour ne pas avoir à les réécrire ou les corriger. Plutarque critique Hérodote dans son essai Sur la malignité d'Hérodote, le qualifiant de « philobarbaros » (ami des Barbares), parce qu'il ne montre pas suffisamment les Grecs sous leur meilleur jour, ce qui laisse supposer qu'Hérodote aurait fait preuve de neutralité. Cette appréciation négative d'Hérodote s'est transmise en Europe jusqu'à la Renaissance, époque où il est néanmoins encore étudié. Sa réputation se rétablit pendant le XIXe siècle à la suite des découvertes archéologiques qui confirment ses écrits. Au XXIe siècle, les spécialistes donnent une très bonne note à ses Histoires, même si plusieurs détails prêtent à débat (particulièrement le nombre de soldats et les dates) et doivent donc être considérés avec prudence. Néanmoins, certains historiens pensent encore qu'il a forgé de toutes pièces ses Histoires.
Des artefacts archéologiques, telle la colonne serpentine (qui fait partie de l'hippodrome de Constantinople actuel), confortent les affirmations d'Hérodote. George B. Grundy est le premier historien moderne à mener une étude topographique approfondie du défilé des Thermopyles, et dans la mesure où les récits modernes de la bataille diffèrent de celui d'Hérodote, ils s'appuient en général sur ces travaux. Par exemple, le stratège militaire Basil Henry Liddell Hart se réfère aux travaux de Grundy, qui a aussi étudié Platées et rédigé un traité sur cette bataille.
Sur la bataille des Thermopyles même, seuls deux récits principaux nous sont parvenus, ceux d'Hérodote et de Simonide de Céos. En pratique, toutefois, le récit d'Hérodote, dans le livre VII de ses Histoires, est si important que l'historien Paul Cartledge note : « ou bien nous écrivons l'histoire des Thermopyles avec [Hérodote], ou bien pas du tout »,. Un autre document est un résumé du récit de Ctésias, par l'historien byzantin du IXe siècle Photios Ier de Constantinople, mais c'est « presque pire qu'inutile », parce qu'il omet des épisodes essentiels de la bataille, telle la trahison d'Éphialtès de Trachis. Le récit de Diodore de Sicile, dans son Histoire universelle, semble dériver de celui d'Éphore de Cumes et contient une différence notable par rapport au récit d'Hérodote : une attaque nocturne contre le camp perse, ce dont les historiens modernes doutent,.

## Contexte

Une carte de presque toutes les parties de la Grèce antique qui ont pris part aux guerres médiques.

Les cités-États grecques d'Athènes et d'Érétrie ont stimulé la malheureuse révolte de l'Ionie contre l'Empire perse de Darius Ier en 499-494 av. J.-C. Relativement récent, cet empire est encore le théâtre de révoltes contre le pouvoir central,. De plus, Darius est un usurpateur et a pris un temps considérable pour mater les révoltes contre son règne.
La révolte de l'Ionie menace l'intégrité de son territoire ; Darius a donc juré de punir les responsables, particulièrement les Athéniens, « parce qu'il s'assurerait que [les Ioniens] ne seraient pas impunis pour leur rébellion »,. Darius apprécie aussi l'opportunité d'étendre son Empire dans la belliqueuse Grèce antique. Une expédition préliminaire sous le commandement de Mardonios, en 492 av. J.-C., pour prendre le contrôle de territoires à proximité de la Grèce, permet de reconquérir la Thrace et oblige la Macédoine grecque à devenir cliente de l'Empire perse.
Darius envoie des émissaires à toutes les cités-États grecques en 491 av. J.-C. pour exiger « de l'eau et de la terre » en signe de soumission. Ayant eu une démonstration de son pouvoir l'année précédente, la majorité des cités grecques se soumettent. À Athènes, toutefois, les ambassadeurs sont soumis à un procès puis exécutés ; à Sparte, ils sont simplement jetés dans un puits,. Sparte décide donc d'entrer en guerre contre l'Empire perse,.
Darius Ier regroupe une force navale en 490 av. J.-C., sous le commandement de Datis et Artapherne qui attaquent Naxos la même année, avant de recevoir la soumission des autres îles Cyclades. La force armée se rend ensuite à Érétrie, qu'elle assiège puis détruit. Finalement, elle se rend à Athènes, débarquant dans la baie de Marathon, où elle affronte l'armée ennemie, plus petite mais plus lourdement armée. Contre toute attente, les Athéniens gagnent la bataille de Marathon, ce qui oblige les débris de l'armée perse à se réfugier en Asie.
Darius, en prévision d'une seconde invasion, commence à lever une armée plus grande pour complètement soumettre la Grèce antique. Cependant, en 486 av. J.-C., ses sujets égyptiens se révoltent, ce qui l'oblige à suspendre ses projets d'invasion. Il meurt pendant les préparatifs ; son fils Xerxès Ier occupe à son tour le trône perse. Il écrase la révolte égyptienne, puis reprend rapidement le projet d'invasion de son père. S'agissant d'une invasion à grande échelle, il planifie des entrepôts et lance une conscription. Xerxès décide d'une part de faire fabriquer un pont au-dessus de l'Hellespont (Dardanelles), pour permettre à son armée de passer à pied sur le continent européen, et d'autre part de faire creuser un canal à travers l'isthme du mont Athos. Ces deux ouvrages sont d'une ampleur exceptionnelle pour l'époque. Pourtant, au début de 480 av. J.-C., les préparatifs sont achevés et, avec l'armée regroupée à Sardes, Xerxès marche vers l'Europe, les soldats franchissant l'Hellespont sur deux ponts flottants. Selon Hérodote, l'armée de Xerxès est si vaste que, arrivée sur les rives de la rivière Echedoros, les soldats l'épuisent complètement pour étancher leur soif. Devant une telle force, plusieurs cités grecques préfèrent accéder aux demandes perses qui exigent le tribut de l'eau et de la terre.

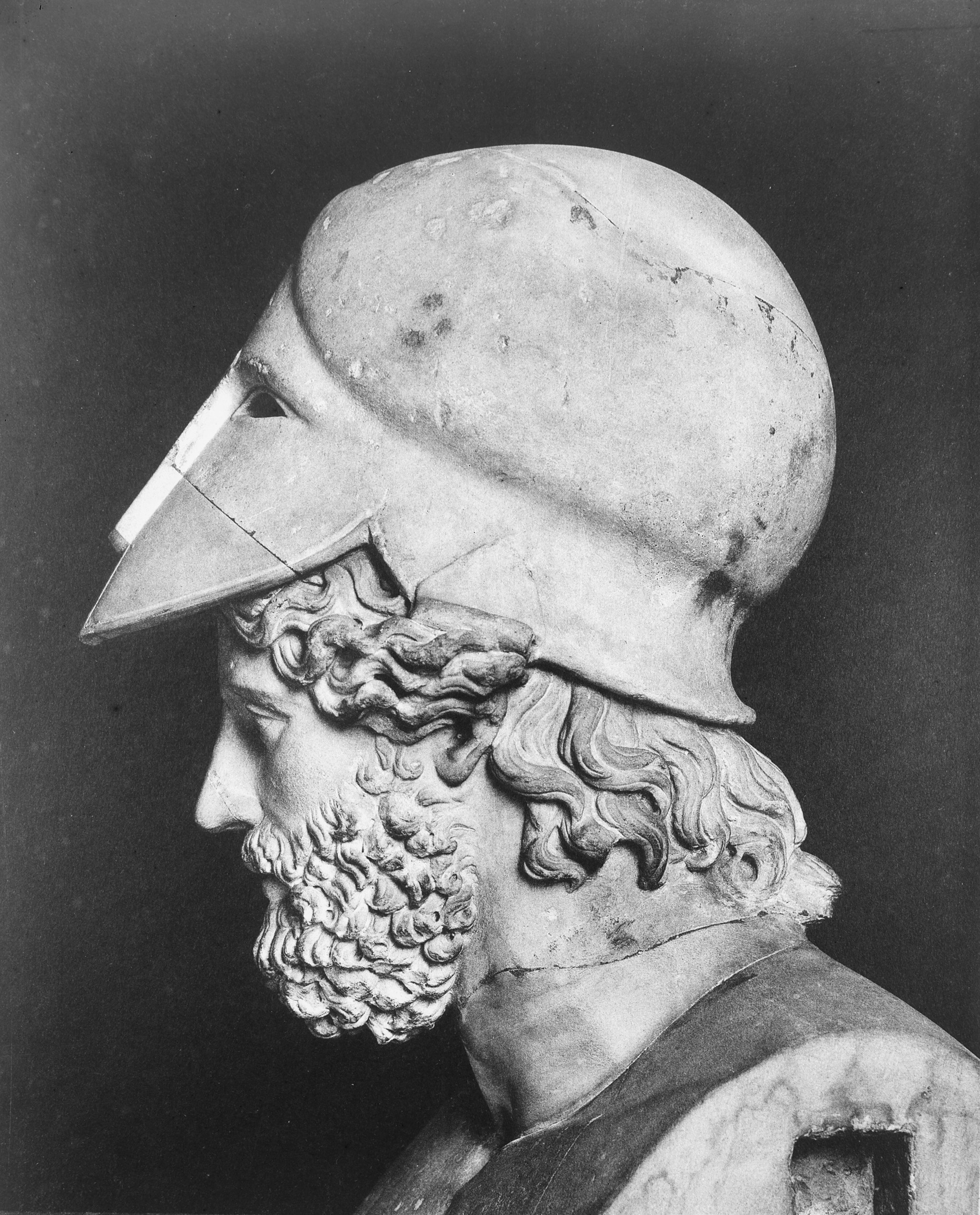
Statue de Thémistocle.

Les Athéniens, de leur côté, se préparent à la guerre depuis le milieu des années 480 av. J.-C. En 482, la décision est prise (sous la supervision de l'homme politique athénien Thémistocle), de construire une grande flotte de trières qui sera essentielle pour s'opposer efficacement aux Perses. Toutefois, les Athéniens manquent de soldats pour combattre à la fois sur terre et sur mer ; en conséquence, pour vaincre, Athènes doit obtenir la collaboration d'autres cités-États grecques. En 481 av. J.-C., Xerxès envoie des ambassadeurs en Grèce pour exiger le tribut « de l'eau et de la terre » tout en omettant délibérément de les envoyer à Athènes et Sparte. En réaction, les cités-États commencent à apporter leur soutien aux deux cités. Un congrès de cités-États à Corinthe, à la fin de 481 av. J.-C., mène à la création d'une confédération de cités-États. Celle-ci jouit du pouvoir d'envoyer des plénipotentiaires pour demander de l'aide et l'envoi des troupes des cités membres sur les lieux à défendre, après consultation conjointe. Cette collaboration est remarquable dans ce monde grec disjoint, d'autant plus que plusieurs membres de la confédération sont toujours en guerre les uns contre les autres.
Le « congrès » se réunit à nouveau au printemps de 480 av. J.-C. Une délégation de Thessalie suggère de concentrer les forces grecques dans la vallée de Tempé, à la frontière de Thessalie, où elle pourrait bloquer l'avance de l'armée de Xerxès Ier. Une force de 10 000 hoplites est envoyée dans la vallée, les Grecs croyant y affronter l'armée perse. Néanmoins, sur place, avertie par Alexandre Ier de Macédoine que les Perses peuvent emprunter le passage de Sarantoporo (et donc éviter la vallée) et que l'armée de Xerxès est immense, l'armée grecque fait retraite. Peu après, les Grecs apprennent que l'armée de Xerxès a franchi l'Hellespont.
Thémistocle propose une seconde stratégie. La route méridionale de la Grèce (Béotie, Attique et Péloponnèse) emprunte le défilé des Thermopyles, là où les Grecs pourraient facilement bloquer l'immense armée perse. De plus, pour interdire à l'armée de Xerxès de contourner le défilé par la mer, les navires d'Athènes et des alliés pourraient bloquer le détroit de l'Artémision. Le congrès adopte ce plan. En même temps, les cités du Péloponnèse mettent au point un plan de rechange pour défendre l'isthme de Corinthe. Les femmes et les enfants d'Athènes sont évacués massivement vers Trézène, cité du Péloponnèse.

## Prélude

Carte montrant l'approche des Grecs (traits en bleu) et des Perses (traits en rouge) vers les Thermopyles et l'Artémision.

Selon les historiens de cette époque, l'armée perse aurait progressé lentement en Thrace grecque et en Macédoine grecque. La nouvelle d'une armée ennemie en approche atteint la Grèce grâce à un espion grec. À ce moment de l'année, les Spartiates, de facto les meneurs militaires de l'alliance, célèbrent les Karneia. Toute démonstration militaire est interdite par la loi sparte, ce qui explique leur absence à la bataille de Marathon. C'est aussi le moment des jeux olympiques, qui exigent une trève. Pour ces deux raisons, l'armée spartiate doit renoncer à faire la guerre,. Toutefois, devant l'urgence de la situation, les éphores autorisent une expédition armée pour bloquer le défilé des Thermopyles. Léonidas Ier prend avec lui 300 hommes de la garde royale, les Hippeis. Cette expédition poursuit un second but : rassembler le plus de soldats grecs possibles pour contenir l'armée perse en attendant l'armée spartiate principale.
Selon la légende rapportée par Hérodote, les Spartiates ont consulté l'oracle de Delphes plus tôt cette année-là, qui aurait prophétisé :

« Pour vous, citoyens de la vaste Sparte,

Votre grande cité glorieuse ou bien sous les coups des Perséides

Tombe, ou bien elle demeure ; mais sur la race d'Héraclès,

Sur un roi défunt alors pleurera la terre de Lacédémon

Son ennemi, la force des taureaux ne l'arrêtera pas ni celle des lions,

Quand il viendra : sa force est celle de Zeus. 

Non, je te le dis,

II ne s'arrêtera pas avant d'avoir reçu sa proie, ou l'une ou l'autre. »

Hérodote rapporte que Léonidas, influencé par la prophétie, est convaincu d'aller à une mort certaine puisqu'il ne peut rassembler une force armée suffisamment grande pour vaincre. Il ne choisit comme soldats que des Spartiates qui ont au moins un fils vivant, pour s'assurer que leur nom ne sera pas ignoré des générations futures.
Pendant qu'elle se dirige vers les Thermopyles, la force spartiate est renforcée par des contingents de plusieurs cités, et peut donc compter sur 7 000 combattants à son arrivée au défilé. Léonidas choisit d'installer son camp à la « porte moyenne », où les Phocidiens ont construit auparavant un mur défensif, ce qui revient à bloquer la partie la plus étroite du défilé. Léonidas reçoit des informations de la cité de Trachis : un passage montagneux pourrait servir à déborder les soldats présents dans le défilé. Il ordonne donc à « mille [Phocidiens] pesamment armés » de s'installer dans les hauteurs pour prévenir cette manœuvre.
À la mi-août, l'armée perse commence à traverser le golfe Maliaque, ce qui amène les Grecs à tenir un conseil de guerre. Des Péloponnésiens suggèrent de se retirer à l'isthme de Corinthe pour bloquer le passage vers le Péloponnèse. Les Phocidiens et les Locriens s'indignent parce que leur État est tout près ; ils proposent de défendre le défilé et d'envoyer des demandes de renfort. Léonidas apaise les tensions et affirme vouloir défendre les Thermopyles. Selon Plutarque, à la plainte d'un soldat : « À cause des flèches des Barbares, il est impossible de voir le Soleil », Léonidas réplique : « Ne serait-il pas agréable, alors, d'être à l'ombre pour les combattre, ? » Hérodote rapporte une réplique semblable, mais l'attribue à Dienekès.
Xerxès Ier envoie un émissaire pour négocier avec Léonidas. Il offre la liberté aux Grecs, le titre d'« amis du peuple perse » et la possibilité de s'établir sur de meilleures terres qu'ils n'ont présentement. Après que Léonidas a rejeté cette offre, l'ambassadeur rapporte un message écrit de la main de Xerxès qui demande de « remettre vos armes ». Léonidas réplique alors : « Μολὼν λαβέ » — littéralement, « Venu ici, prends », mais le plus souvent traduit par « Viens (les) prendre ». L'ambassade perse revenant les mains vides, la bataille semble inévitable. Xerxès attend quatre jours, croyant que les Grecs se disperseront, puis envoie des troupes pour les combattre.

## Forces en présence

### Armée perse
Le nombre de soldats que Xerxès Ier a engagé dans la seconde invasion de la Grèce fait encore débat, le plus souvent entre les auteurs antiques qui rapportent des nombres élevés, et les chercheurs modernes qui avancent des nombres nettement inférieurs. Hérodote rapporte 2,6 millions de soldats, accompagnés d'autant de membres du personnel de soutien. Le poète Simonide de Céos, qui a vécu presque à la même époque, mentionne quatre millions ; Ctésias pour sa part avance 800 000 comme taille totale de l'armée assemblée par Xerxès Ier.
Les chercheurs modernes rejettent les nombres avancés par Hérodote et par d'autres sources antiques, car il s'agit d'erreurs de calcul ou d'exagérations de la part des vainqueurs. Ils avancent le plus souvent de 70 000 à 300 000 soldats. Ces estimations s'appuient sur l'étude des moyens logistiques des Perses de cette époque, la capacité de leurs bases d'opérations à répondre aux besoins de l'armée et aux limites imposées par l'environnement. Le nombre de soldats perses présents aux Thermopyles est incertain, tout comme la taille de la force d'invasion. Par exemple, les chercheurs ignorent si toute l'armée perse a marché jusqu'aux Thermopyles ou si Xerxès a laissé des garnisons en Macédoine et en Thessalie.
Ce qui est clair toutefois est que, Xerxès souhaitant ardemment une victoire, il n'y a aucun doute qu'il ait dirigé une armée de terre et une marine qui lui aient assuré une supériorité numérique écrasante.

### Armée grecque
Selon Hérodote et Diodore de Sicile, l'armée grecque comprend ces troupes :
| Groupe                   | Taille selon Hérodote                       | Nombres selon Diodore de Sicile                     |
| Lacédémoniens/ Périèques | 900?                                        | 700 ou 1 000                                        |
| Hoplites de Sparte       | 300                                         | 300                                                 |
| Mantinéens               | 500                                         | 3 000 (autres Péloponnésiens envoyés avec Léonidas) |
| Tégéens                  | 500                                         | 3 000 (autres Péloponnésiens envoyés avec Léonidas) |
| Orchomènes d'Arcadie     | 120                                         | 3 000 (autres Péloponnésiens envoyés avec Léonidas) |
| Autres Arcadiens         | 1 000                                       | 3 000 (autres Péloponnésiens envoyés avec Léonidas) |
| Corinthiens              | 400                                         | 3 000 (autres Péloponnésiens envoyés avec Léonidas) |
| Phliasiens               | 200                                         | 3 000 (autres Péloponnésiens envoyés avec Léonidas) |
| Mycéniens                | 80                                          | 3 000 (autres Péloponnésiens envoyés avec Léonidas) |
| Total Péloponnésiens     | 3 100 ou 4 000                              | 4 000 ou 4 300                                      |
| Thespiens                | 700                                         | –                                                   |
| Maliens                  | –                                           | 1 000                                               |
| Thébains                 | 400                                         | 400                                                 |
| Phocidiens               | 1 000                                       | 1 000                                               |
| Locriens de l'Est        | « Tout ce qu'ils avaient »                  | 1 000                                               |
| Grand total              | 5 200 (ou 6 100) plus les Locriens de l'Est | 7 400 (ou 7 700)                                    |

Notes :
- Nombre de Péloponnésiens
Diodore indique la présence de 1 000 Lacédémoniens et de 3 000 autres Péloponnésiens, pour un total de 4 000. Hérodote est en accord avec ce nombre dans un passage de ses Histoires, citant une inscription de Simonide de Céos qui affirme la présence de 4 000 Péloponnésiens[69]. Toutefois, dans un autre passage, Hérodote écrit 3 100 Péloponnésiens aux Thermopyles avant la bataille même[54]. Il rapporte aussi que, lors de la cérémonie en l'honneur des morts où Xerxès se présente, « les Hilotes étaient aussi là pour qu'ils voient »[trad 8],[4], mais il omet de mentionner leur nombre ou qui les avait envoyés. La différence entre ces deux nombres, 3 100 et 4 000, pourrait s'expliquer si on fait l'hypothèse qu'à la bataille, il y a un Hilote pour trois Spartiates[68]. Si les Hilotes sont présents à la bataille, il est alors certain qu'ils tiennent leur rôle traditionnel de serviteur armé pour les Spartiates. Sinon, les 900 soldats « manquants » d'Hérodote pourraient être des Périèques, lesquels seraient les 1 000 Lacédémoniens de Diodore[68].
- Nombre de Lacédémoniens
La confusion est augmentée par l'ambiguïté de Diodore, car les chercheurs ignorent si les 300 Spartiates sont compris dans les 1 000 Lacédémoniens. En effet, il écrit : « Léonidas, quand il obtient le commandement, annonce que seulement mille hommes devraient l'accompagner au combat »[trad 9],[67]. Il rajoute cependant : « Il y avait donc mille Lacédémoniens, et avec eux trois cents Spartiates »[trad 10],[67]. Les chercheurs modernes, faute d'autres sources, ne peuvent clarifier cet aspect.

Pausanias le Périégète, dans son récit de la bataille, est en accord avec Hérodote (qu'il a probablement lu), mais rajoute le nombre de Locriens qu'Hérodote n'a jamais estimé. Se trouvant exactement sur le chemin de l'armée perse, ils ont envoyé tous leurs hommes aptes au combat, soit 6 000 selon Pausanias. Ajoutés aux 5 200 d'Hérodote, la force grecque s'élève donc à 11 200.
Plusieurs historiens modernes, qui jugent Hérodote plus crédible, ajoutent les 1 000 Lacédémoniens et les 900 Hilotes aux 5 200 d'Hérodote pour estimer qu'un total de 7 100 ou d'environ 7 000 hommes est un nombre raisonnable, négligeant les Maliens de Diodore et les Locriens de Pausanias,. C'est une approche parmi plusieurs autres plausibles. Par ailleurs, les nombres changent lorsque la bataille est engagée et que la majorité de l'armée grecque a fait retraite, laissant derrière elle environ 3 000 hommes (300 Spartes, 700 Thespiens, 400 Thébains, peut-être jusqu'à 900 Hilotes et 1 000 Phocidiens stationnés au-dessus du défilé, moins que les pertes enregistrées dans les jours précédant la bataille même).

## Considérations stratégiques et tactiques

Une carte des mouvements de troupes. En bleu, les forces perses et en rouge, les forces grecques.

D'un point de vue stratégique, la défense des Thermopyles constitue le meilleur usage des forces grecques. Tant qu'ils peuvent freiner ou, mieux, bloquer l'avance perse, les Grecs n'ont aucune raison de s'engager dans une bataille décisive et préfèrent donc une guerre défensive. En occupant deux passages étroits, les Thermopyles et le cap Artémision, l'infériorité numérique grecque n'est plus décisive. De leur côté, les Perses sont confrontés au problème de subvenir aux besoins d'une nombreuse armée, ils doivent donc éviter de rester au même endroit pendant une longue période. Les forces armées perses sont donc condamnées à faire retraite ou à avancer ; pour avancer, ils doivent franchir le défilé des Thermopyles.
D'un point de vue tactique, le défilé constitue un terrain idéal pour les techniques de combat grecques. Une phalange d'hoplites grecs peut aisément bloquer le défilé, puisqu'elle ne peut être débordée par la cavalerie. Dans le défilé même, les soldats perses, plus légèrement armés, sont presque incapables de vaincre une phalange. Le point faible des Grecs est un sentier dans la montagne qui permettrait de déborder leur position. Même s'il ne peut pas soutenir le passage de cavaliers, des hommes à pied peuvent facilement le parcourir, et plusieurs soldats perses connaissent les techniques de combats en montagne. Le roi Léonidas est toutefois au courant de l'existence du sentier et détache des soldats phocidiens pour bloquer cette voie d'accès.

## Topographie du champ de bataille

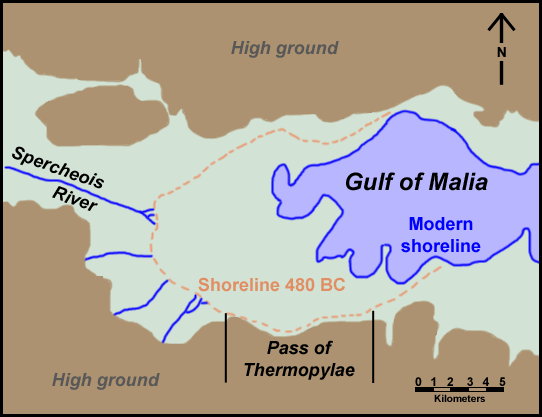
Depuis l'époque de la bataille, la terre émergée a grandi à la suite de la sédimentation, formant une plaine. Cette carte des Thermopyles montre les berges modernes (bleu, le golfe) et les berges de -480 (traits pointillés en rose), reconstituées selon les documents d'époque.

Selon Hérodote, le défilé à cette époque est un sentier qui longe la berge du golfe Maliaque. Il indique que les Phocidiens avaient amélioré son aspect défensif en canalisant les flots de sources chaudes dans le but de créer un marécage. Au moment de la bataille, il ne reste plus qu'une chaussée si étroite qu'un seul chariot peut y passer à la fois. L'historien Pausanias rapporte que des Gaulois ont tenté de forcer le passage : « La cavalerie des deux armées était inutile, parce que le sol du défilé n'est pas seulement étroit, mais également lisse à cause des pierres naturelles ; ces pierres sont glissantes à cause des flots qui les recouvrent […] les pertes des barbares, il est impossible de les connaître exactement. Parce que le nombre d'entre eux qui ont disparu sous la boue était grand,. » Au IIIe siècle av. J.-C., une armée de Gaulois menée par Brennos a tenté de forcer le passage aux Thermopyles, mais a dû se résoudre à le contourner.
Le long du sentier même ont été construits trois resserrements, ou « barrières » (pylai). Sur le resserrement central, le siècle précédent, les Phocidiens avaient construit un mur pour soutenir leur défense contre les incursions des Thessaliens. Hérodote mentionne les « bains chauds » des Thermopyles, faisant allusion aux sources chaudes à proximité.
Xerxès Ier et ses forces n'ont aucune expérience du terrain sur lequel se déroulera la bataille. Même s'ils proviennent de régions montagneuses, les Perses ignorent la vraie nature du pays qu'ils veulent conquérir. La rugosité de cette région est causée par d'abondantes précipitations à raison de quatre mois par année et par une saison estivale si chaude et si sèche que le sol en est régulièrement crevassé. La rare végétation se compose d'arbustes bas et épineux. Les flancs de coteaux le long du défilé sont couverts de buissons épais, des plants atteignant 3 mètres de haut. Avec la mer d'un côté et des collines infranchissables aux pentes abruptes de l'autre, Léonidas et ses hommes ont choisi un champ de bataille nettement à leur avantage.
Au XXIe siècle, le défilé se trouve à des kilomètres de la mer à cause de la sédimentation dans le golfe Maliaque. Les traces de l'ancien défilé sont visibles aux pieds des collines, encadré par une route moderne. Des travaux récents indiquent que le défilé ne faisait que 100 mètres et que les eaux montaient jusqu'aux portes.

## Bataille
Les deux armées commencent à s'affronter soit le 20 août, soit les 8-10 septembre 480 av. J.-C.

### Premier jour

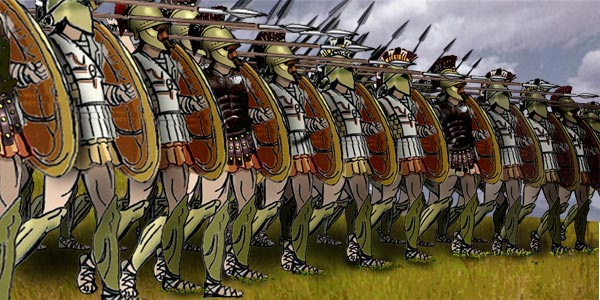
Illustration d'une phalange grecque selon la bibliothèque numérique Perseus.

Le premier jour de la bataille, le cinquième après son arrivée aux Thermopyles, Xerxès Ier se résout à attaquer les Grecs. Il ordonne à 5 000 archers de créer un barrage de flèches, qui se révèle inefficace. En effet, ils tirent d'une distance d'au moins 100 mètres, selon des chercheurs modernes, et les casques et les boucliers grecs en bronze dévient les flèches. Par la suite, le roi perse envoie 10 000 Mèdes et Cissiens pour capturer des défenseurs et les ramener auprès du roi,. Devant cet échec, les Perses attaquent frontalement, par vagues de 10 000 hommes, les positions ennemies. Les Grecs se tiennent devant le mur phocidien, au passage le plus étroit du défilé, ce qui leur permet d'utiliser un minimum de soldats pour défendre leurs positions,. Peu d'informations sont connues sur les tactiques grecques ; Diodore de Sicile affirme que les hommes se tiennent côte à côte et que les Grecs « sont d'une valeur supérieure et dans la grande taille de leur boucliers »,. Il s'agit probablement d'une description de la phalange grecque habituelle, formation où les hommes forment un mur de boucliers qui se chevauchent tout en pointant de longues lances hors du mur, ce qui est très efficace si le mur bloque toute la largeur du défilé. Les lances, les épées, toutes deux plus courtes, et les boucliers des Perses empêchent ceux-ci de combattre efficacement les hoplites grecs,. Hérodote rapporte que les unités de chaque cité combattent ensemble et que les unités sont régulièrement remplacées pendant la bataille pour réduire la fatigue (ce qui laisse supposer que les Grecs ont plus d'hommes que nécessaire pour bloquer le défilé). Les Grecs tuent un si grand nombre de Mèdes que Xerxès se serait levé trois fois de son siège pendant qu'il observait les combats. Selon Ctésias, la première vague aurait été « découpée en rubans », les Grecs accusant la perte de deux ou trois Spartiates.
Selon Hérodote et Diodore, le roi perse, ayant pris la mesure de ses ennemis, lance le même jour ses meilleurs hommes dans un second assaut, les Immortels, un corps d'élite de 10 000 hommes,. Eux non plus ne parviennent pas à percer les défenses grecques. Les Spartiates auraient feint une retraite, puis se seraient retournés contre les Perses, tuant plusieurs ennemis courant vers eux.

### Deuxième jour

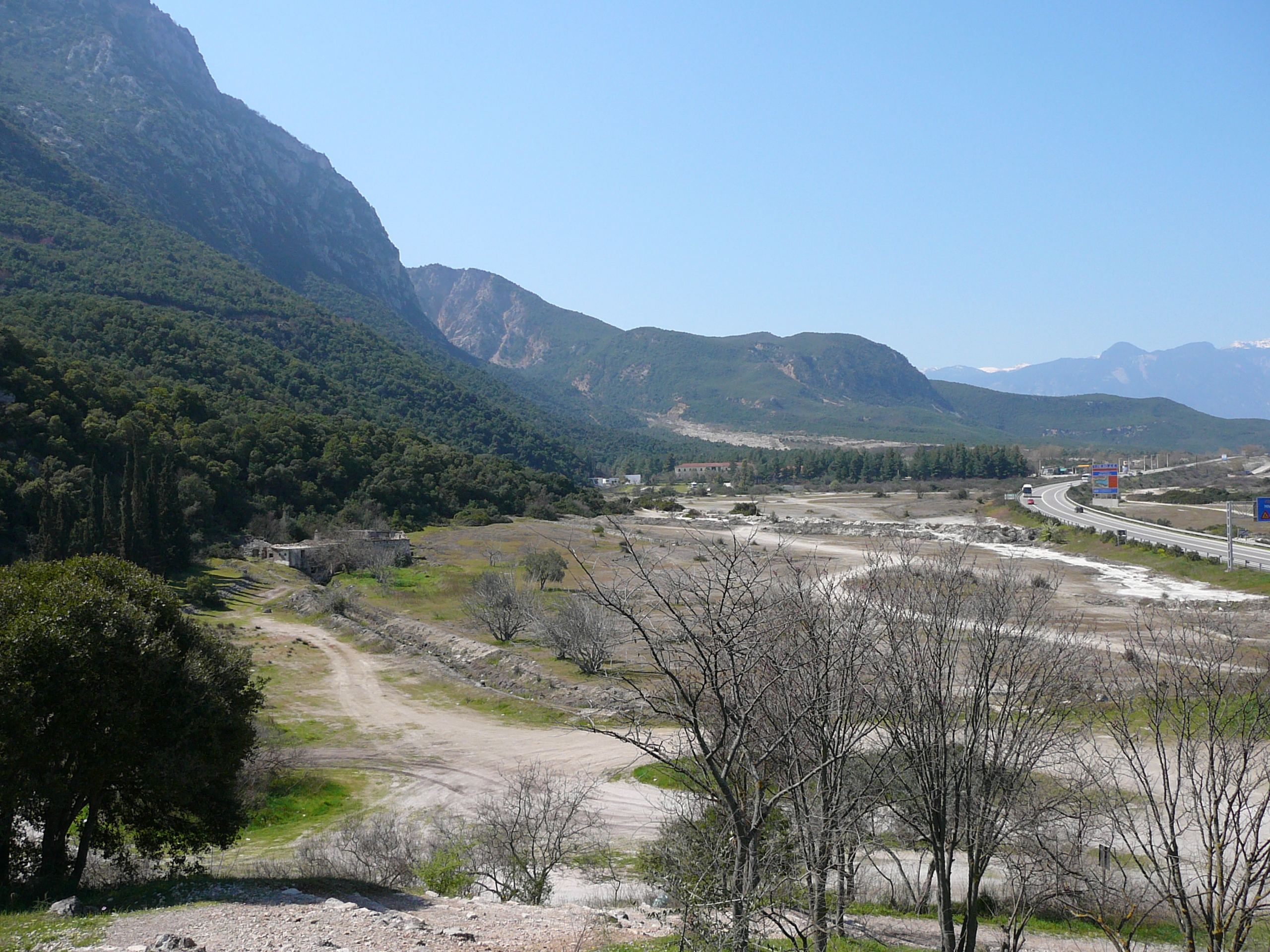
Le site de la bataille. Dans l'Antiquité, le rivage était approximativement au niveau du chemin de terre visible à travers le haut des branchages.

Le deuxième jour de la bataille, Xerxès envoie encore l'infanterie attaquer, « faisant l'hypothèse que ses ennemis, si peu nombreux, étaient invalides à la suite de leurs blessures et ne pouvaient plus guère opposer de résistance,. » Comme au premier jour, les Perses sont incapables de percer les défenses grecques. Xerxès, « complètement perplexe », ordonne la fin des assauts et se retranche dans son camp.
À la fin du jour, le roi perse, cherchant une solution à son problème, reçoit une offre inattendue : Éphialtès de Trachis l'informe de l'existence d'un sentier dans la montagne, qui permet de contourner le défilé des Thermopyles, et lui offre de guider les Perses. Éphialtès agit dans le but de recevoir une récompense. À cause de cette trahison envers le peuple grec, son nom devient synonyme de « cauchemar » et il devient l'archétype du traître dans la culture grecque antique.
Hérodote rapporte que Xerxès envoie le soir même le commandant Hydarnès et des soldats sous ses ordres, pour encercler les Grecs. Les Immortels ayant subi de lourdes pertes pendant la première journée de la bataille, il est probable qu'Hydarnès dirigeait une force militaire mixte, le reste des Immortels formant un contingent. Selon Diodore de Sicile, Hydarnès dirigeait une armée de 20 000 hommes. Le sentier commençait à l'est du camp perse le long du mont Anopée et se poursuivait dans les collines qui longeaient le défilé. Il se divisait en une branche qui menait à la région de Phocide, l'autre branche se dirigeant vers le golfe Maliaque en direction d'Alpenus, une cité de la Locride.

### Troisième jour

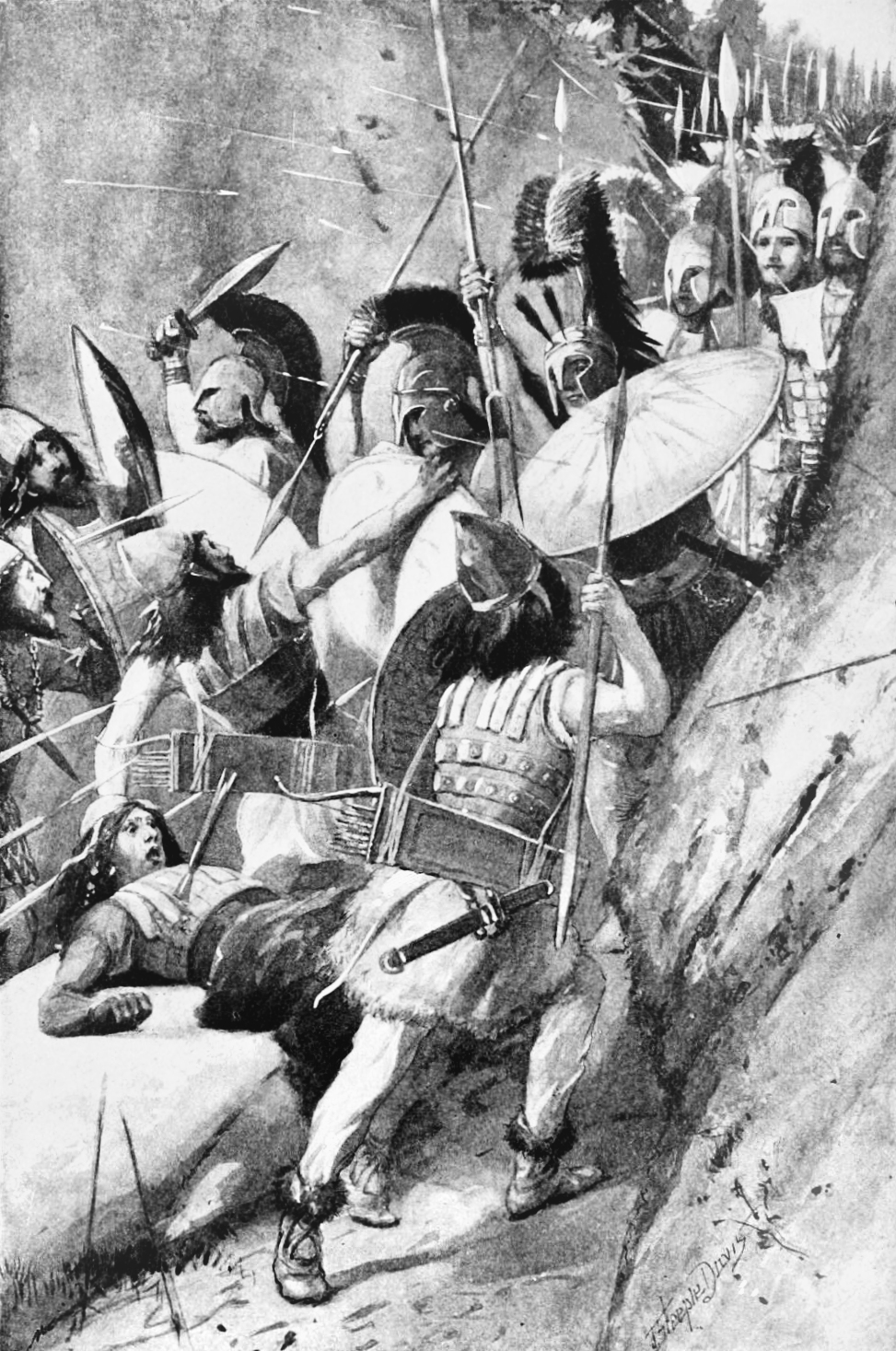
Scène fictive de la bataille selon le dessinateur britannique John Steeple Davis (1900).

À l'aube du troisième jour, les Phocidiens, qui gardent le sentier surplombant le défilé, prennent conscience, grâce au bruissement de feuilles d'ormes, de ce que la colonne perse s'avance vers eux. Hérodote affirme qu'ils se sont mis debout, tout étonnés. Hydarnès est également très surpris de les apercevoir, les Phocidiens s'armant rapidement pour s'opposer à la marche des Perses. Il craint d'avoir affaire à des Spartiates, mais Ephialtès l'assure que ce n'est pas le cas. Les Phocidiens, croyant que les Perses viennent les attaquer, se retirent sur une colline à proximité, d'où ils pourront affronter leurs adversaires, mais les Perses, refusant de perdre du temps, tirent une volée de flèches dans leur direction avant de continuer leur chemin, toujours dans le but d'encercler le gros des forces grecques dans le défilé.
Apprenant par un messager que les Phocidiens n'ont pas défendu le sentier, Léonidas réunit un conseil de guerre à l'aube. Selon Diodore, c'est un Perse nommé Tyrastiadès, natif de Cymé en Éolide, qui a averti les Grecs. Lors du conseil de guerre, des Grecs argumentent en faveur de la retraite, mais Léonidas préfère rester dans le défilé avec les Spartiates. Lorsqu'il découvre que son armée est encerclée, Léonidas offre à ses alliés de quitter le champ de bataille s'ils le souhaitent ; plusieurs Grecs acceptent son offre et s'enfuient, alors qu'environ 2 000 soldats y restent pour combattre jusqu'à la mort. Plusieurs autres contingents grecs se retirent (sans en recevoir l'ordre) ou le quittent sur l'ordre de Léonidas ; Hérodote admet son incapacité à déterminer ce qui s'est passé à ce moment-là,. Les 700 Thespiens, menés par leur général Démophilos, refusent de partir et participent aux combats. Sur place se trouvent 400 Thébains et probablement les Hilotes qui accompagnent les Spartiates. Léonidas, quant à lui, dirige 300 soldats.
Les décisions et les gestes de Léonidas font l'objet de maints débats. Selon des chercheurs, les Spartiates sur place ont obéi aux lois de Sparte en refusant la retraite, mais ce serait plutôt le refus de se retirer des Thermopyles qui a donné naissance à l'idée que les Spartiates ne reculent jamais. Également, Léonidas, se rappelant la prophétie de l'Oracle, a décidé de sacrifier sa vie pour sauver Sparte. Toutefois, puisque la prophétie ne vise que lui, ce serait une bien faible justification pour obliger 1 500 hommes à combattre jusqu'à la mort. La théorie la plus crédible est que Léonidas a décidé de former une arrière-garde pour permettre aux autres Grecs de s'enfuir,. En effet, si le défilé n'avait plus été défendu, la cavalerie perse aurait pu encercler les soldats grecs en fuite. S'ils étaient tous restés dans le défilé, ils auraient tous été encerclés puis tués. En protégeant la retraite tout en continuant de bloquer le défilé, Léonidas et ses hommes pouvaient sauver plus de 3 000 hommes, qui auraient encore été capables de combattre l'envahisseur.
La présence des Thébains fait aussi l'objet de débats. Hérodote suggère qu'ils avaient été amenés dans le défilé en tant qu'otages pour garantir que la cité-État de Thèbes agisse correctement. Cependant, comme l'indique Plutarque (mort en 125), s'ils étaient des otages, pourquoi ne pas les renvoyer avec le reste des forces grecques qui avaient fait retraite ? Il est plus raisonnable de croire que ces Thébains étaient des « loyalistes » qui, au contraire de la majorité des Thébains, s'opposaient à la domination perse. Si cette hypothèse est avérée, ils étaient alors présents aux Thermopyles de leur plein gré et ne pouvaient retourner à Thèbes si les Perses conquéraient la Béotie.

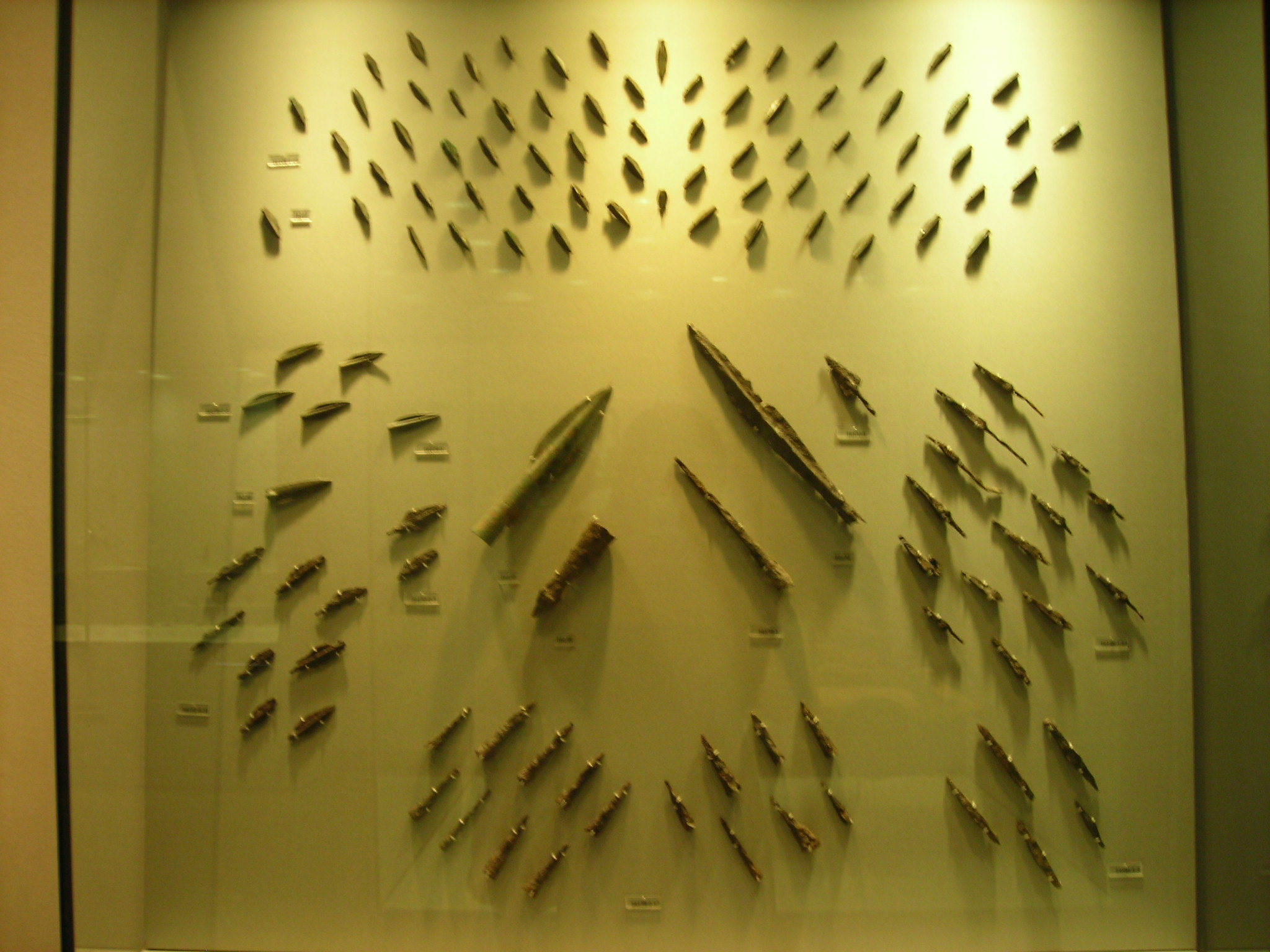
Pointes de flèches recueillies sur la colline de Kolonos.

Les Thespiens, refusant de se soumettre à Xerxès, anticipaient la destruction de leur cité si les Perses conquéraient la Béotie. Toutefois, cette anticipation seule ne peut expliquer leur présence parmi les forces grecques qui sont restées. Les Thespiens ont décidé de se sacrifier, sans plus, ce qui est incroyable parce que Thespies avait envoyé tous ses hoplites combattre. Cette posture semble un trait des Thespiens ; en effet, à une autre occasion ultérieure (à la bataille de Délion en 424 av. J.-C.), une force thespienne décida de combattre jusqu'à la mort.

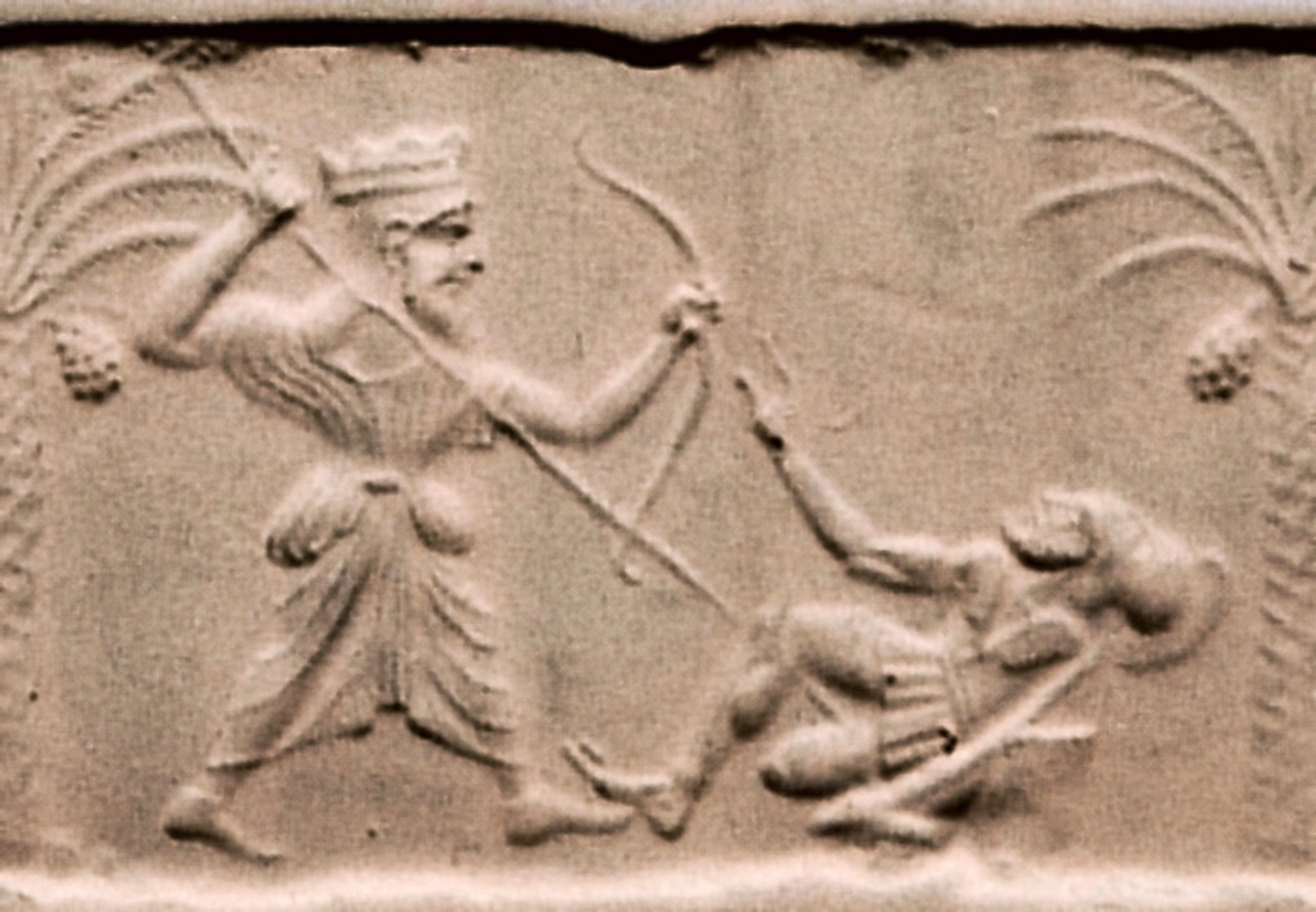
Un roi achéménide tue un hoplite grec. Bas-relief d'un sceau-cylindre, sculpté vers 500--475, à l'époque de Xerxès Ier (collection du Metropolitan Museum of Art).

À l'aube, Xerxès fait des libations, ce qui donne le temps aux Immortels de descendre des montagnes, puis il ordonne à ses hommes d'avancer. Une force de 10 000 Perses, à la fois de l'infanterie légère et de la cavalerie, charge la partie frontale des forces grecques de Léonidas. Les Grecs ont quitté la protection du mur défensif des Phocidiens dans le but d'affronter les Perses dans la partie la plus large du défilé, espérant infliger un maximum de pertes à leurs adversaires. Ils combattent avec leurs lances, jusqu'à ce qu'elles soient toutes brisées, puis combattent avec des xiphos (de courtes épées de bronze). Selon Hérodote, deux frères de Xerxès tombent au combat : Abrocomès et Hypérantès. Léonidas tombe également sous les flèches perses ; les deux armées luttent pour la possession de son corps et les Grecs gagnent. À l'approche des Immortels, les Grecs se retirent sur une colline près du mur défensif. Les Thébains s'éloignant de leurs compatriotes, les mains levées en signe de reddition, s'avancent vers les Perses ; quelques-uns sont tués avant que leur capitulation ne soit acceptée. Plus tard, le roi Xerxès Ier les fait marquer du sceau royal. Au sujet des soldats grecs sur place, Hérodote écrit : « Ceux à qui il restait encore des épées s’en servirent pour leur défense ; les autres combattirent avec les mains nues et les dents ». Ayant ordonné la destruction du mur, Xerxès décide l'encerclement de la colline. Les archers perses tirent alors des flèches jusqu'à la mort du dernier Grec. En 1939, l'archéologue Spyrídon Marinátos, travaillant aux Thermopyles, découvre de nombreuses pointes de flèches perses en bronze sur la colline de Kolonos (en), ce qui permet de situer le lieu où tombèrent les derniers Grecs. Auparavant, les archéologues situaient les derniers combats sur une colline plus près du mur.
Selon Hérodote, le défilé est dorénavant ouvert aux forces de Xerxès Ier, au prix de 20 000 morts chez les Perses. En contrepartie, les Grecs ont perdu quelque 2 000 soldats pendant les trois jours de combat. Hérodote indique jusqu'à 4 000 morts chez les Grecs, mais si les Phocidiens qui gardaient le sentier dans les hauteurs sont exclus du décompte (parce qu'Hérodote juge qu'ils ont été tués), ce décompte comprend presque tous les soldats grecs présents (selon les estimations d'Hérodote).

## Suites
Quand les Perses parviennent à prendre possession du corps de Léonidas, Xerxès Ier, en colère contre le chef grec, ordonne que sa tête soit tranchée et son corps crucifié. Hérodote observe qu'il s'agit d'une exception chez les Perses, car ils traitent avec respect les grands guerriers (l'exemple de Pythès, capturé avant la bataille de l'Artémision, donne du poids à cette observation),. Toutefois, Xerxès est connu pour ses colères : selon une rumeur, il aurait fait fouetter les eaux de l'Hellespont parce qu'elles refusaient de lui obéir.
L'armée perse partie, les Grecs s'occupent de leurs morts et les enterrent sur la colline. Plus tard, après l'échec de l'invasion perse, un lion en pierre est érigé aux Thermopyles pour commémorer la bravoure de Léonidas. Quarante ans après la bataille, les ossements de Léonidas sont remis à Sparte, où ils sont enterrés avec les honneurs ; des jeux funéraires annuels seront organisés par la suite en sa mémoire,.
Les Perses franchissent le défilé des Thermopyles à peu près au moment où la marine grecque affronte son adversaire lors de la bataille de l'Artémision, qui se solde par une impasse tactique pour les deux camps. Les navires grecs se retirent dans le golfe Saronique, d'où ils transportent les derniers citoyens d'Athènes sur l'île de Salamine.

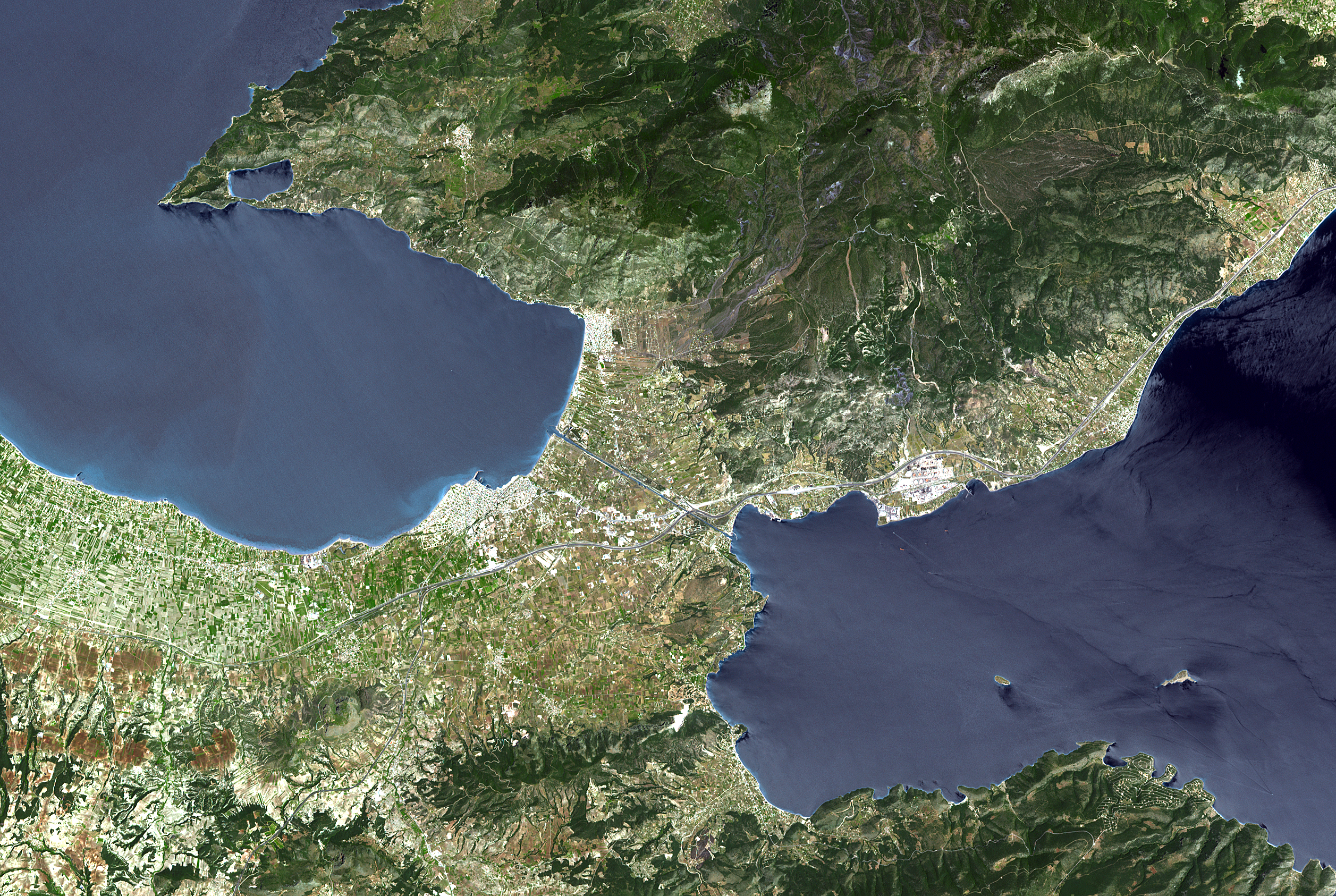
L'isthme de Corinthe, un bras de terre large de 6 km, constitue la seule voie de communication terrestre entre le Nord de la Grèce (Attique, en haut) et le Sud de la Grèce (Péloponnèse, en bas). Pour cette raison, il a joué un rôle majeur dans les activités de la Grèce antique.
De plus, du au Ier siècle, les navires le traversaient en empruntant le Diolkos, un chemin dallé doté d'une sorte de rail qui reliait le golfe de Corinthe (à la gauche) au golfe Saronique (à la droite).

Par la suite, les Perses mettent à sac et incendient Platées et Thespies, les villes de la Béotie qui ont refusé de se soumettre, puis ils s'élancent vers Athènes, qui a été évacuée. Entre-temps, les Grecs, principalement des Péloponnésiens, préparent la défense de l'isthme de Corinthe en démolissant la seule route qui permet de le franchir, en élevant de plus un mur sur la route démolie ; pour être utile, cette stratégie doit être soutenue par un blocus maritime visant à interdire le passage de la flotte perse dans le golfe Saronique et, par conséquent, le débarquement de l'infanterie perse sur les plages du Péloponnèse. Thémistocle, plus ambitieux, convainc les coalisés de rechercher une victoire décisive contre la flotte perse ; usant de ruse, à la fois auprès des chefs grecs — en faisant traîner les négociations — et des Perses — en leur envoyant un agent double chargé de les tromper —, il parvient à attirer les Perses dans les eaux entourant l'île de Salamine, là où la flotte grecque n'a d'autre choix que de combattre. Elle détruit l'essentiel des navires perses lors de la bataille de Salamine, ce qui, pratiquement, met un terme à la menace qui pèse sur le Péloponnèse.
Craignant que les Grecs ne détruisent les ponts qui enjambent l'Hellespont, ce qui piégerait son armée en Europe, Xerxès Ier ordonne à la majorité de son infanterie de faire retraite en Asie. Toutefois, la plupart des soldats meurent de faim et de maladie sur le chemin du retour. Xerxès laisse en Europe une armée d'élite sous les ordres de Mardonios dans le but d'achever la conquête l'année suivante. Sous la pression des Athéniens, les Péloponnésiens acceptent d'amener Mardonios à combattre ; ils marchent donc dans l'Attique. Mardonios feint une retraite en Béotie pour leurrer les Grecs en terrain découvert ; les deux armées se retrouvent face à face près de la cité de Platées. Les Grecs remportent une victoire décisive, détruisant la majorité de l'armée adverse, ce qui réduit les chances de succès du projet d'invasion perse ; presque simultanément, lors de la bataille du cap Mycale, ils déciment la majorité de la flotte perse restante, ce qui réduit encore plus les risques d'invasion.
Les Thermopyles constituent très probablement la plus fameuse bataille de l'Europe antique, régulièrement mentionnée dans la culture populaire, tant ancienne que récente. Dans la culture occidentale, les Grecs sont glorifiés pour leur opposition à l'armée perse. Il s'agit néanmoins d'une victoire sans équivoque pour les Perses. Les chercheurs ont conclu sans l'ombre d'un doute que la stratégie grecque visait à retenir les Perses à la fois aux Thermopyles et au cap Artémision. Peu importaient leurs intentions, les chercheurs pensent que les Grecs refusaient de laisser le champ libre aux Perses en Béotie et en Attique. La solidité de la position grecque était tellement supérieure que l'armée perse, qui surpassait largement les Grecs par le nombre, n'aurait jamais pu s'emparer du défilé par un assaut frontal, sinon au prix de très lourdes pertes. Si les forces grecques avaient tenu la position un peu plus longtemps, l'armée perse aurait dû faire retraite faute de vivres et d'eau. Pour cette raison, les Perses, malgré leurs pertes humaines, ont obtenu une victoire stratégique. Toutefois, la retraite paisible des autres coalisés, qui constituaient le gros des forces grecques, est également une victoire ; la mort de Léonidas et de ses hommes en font des martyrs, ce qui suscitera l'enthousiasme parmi les soldats grecs qui combattront la seconde invasion perse.
L'historien populaire britannique Justin Marozzi et les auteurs Douglas S. Tung et Teresa K. Tung affirment qu'il s'agit pour les Perses d'une victoire à la Pyrrhus,. Cependant, selon Hérodote, les chefs perses ne jugent pas qu'il s'agit de lourdes pertes. En effet, après la bataille des Thermopyles, ils peuvent espérer conquérir avec facilité la majorité de la Grèce, ce qui semble confirmé par le fait qu'ils combattent encore en Grèce un an plus tard. Des gens avancent que la bataille des Thermopyles a suffisamment retardé les Perses pour permettre à la marine grecque de se préparer pour la bataille de Salamine. Cependant, le temps ainsi acquis avant cette bataille, environ un mois, est négligeable pour le niveau de compétence des armées de cette époque. De plus, cette idée de victoire à la Pyrrhus néglige le fait que la marine grecque combat au cap d'Artémision pendant la bataille des Thermopyles, où elle subit des pertes non négligeables. L'historien néo-zélandais George Cawkwell suggère que le délai entre les Thermopyles et Salamine est la conséquence de la décision de Xerxès de réduire systématiquement l'opposition grecque en Phocée et en Béotie ; dans ce cas, seule la procrastination de Xerxès est à blâmer pour son retard à envahir d'autres régions grecques. De leur côté, les chercheurs modernes soulignent plutôt les victoires de Xerxès pendant la période des guerres médiques, parce qu'il a vaincu les formidables défenses grecques et il a conquis la majorité de la Grèce. Par exemple, Cawkwell écrit : « il obtient succès sur terre et sur mer ; la Grande Invasion commence avec un brillant succès. […] Xerxès a toutes les raisons de se féliciter »,, alors que Lazenby qualifie la défaite grecque de « désastreuse »,.
La réputation de la bataille des Thermopyles tient non pas à son incidence sur l'issue de la guerre, mais à son exemple inspirateur,. Elle est fameuse à cause de l'héroïsme de l'arrière-garde condamnée qui, malgré la perspective d'une mort certaine, a tenu sa position au défilé. Depuis, les évènements de cette bataille ont été maintes fois soulignés. Par exemple, Michel de Montaigne écrit en 1580 : « Aussi y a il des pertes triumphantes à l'envi des victoires. Ny ces quatre victoires sœurs, les plus belles que le Soleil aye oncques veu de ses yeulx, de Salamine, de Platee, de Mycale, de Sicile, n'oserent oncques opposer toute leur gloire ensemble à la gloire de la desconfiture du roy Leonidas et des siens au pas des Thermopyles,. » Une autre raison tient à l'image d'hommes libres, qui combattent pour leur pays et leur liberté :

« Presque immédiatement, les Grecs contemporains ont vu les Thermopyles à la fois comme une leçon de morale et de culture. En termes plus généraux, un petit groupe libre affronte volontairement une immense troupe de sujets impériaux qui avançaient sous les coups de fouet. De façon plus spécifique, l'idée occidentale que les soldats doivent d'eux-mêmes décider où, comment et contre qui combattre contraste avec les notions orientales de despotisme et de monarchie — la liberté démontrant sa supériorité par l'exemple des courageux Grecs combattant aux Thermopyles ; les victoires subséquentes à Salamine et Platées soutiennent cette thèse,. »

Même si ce paradigme d'« hommes libres » qui combattent des « esclaves » peut être jugé comme une grossière généralisation, plusieurs écrivains ont utilisé la bataille des Thermopyles pour soutenir ce point de vue, malgré de nombreux contre-exemples. Plutôt que de s'attarder au sacrifice des Grecs, les militaires peuvent tirer profit de l'étude des deux premiers jours de conflits. La bonne performance des défenseurs est la conséquence d'au moins quatre facteurs : (1) l'usage judicieux du terrain, (2) un chef compétent, (3) l'organisation des troupes au mieux de leurs compétences et (4) la manœuvrabilité (c'est-à-dire exploiter ses succès, conserver sa liberté d'action et réduire ses vulnérabilités).

## Mémoire de la bataille

### Monuments
Plusieurs monuments ont été érigés près du défilé des Thermopyles.

#### Épitaphe de Simonidès
Pierre commémorative sur laquelle est gravée l'épitaphe de Simonide de Céos :
Ω ΞΕΙΝ', ΑΓΓΕΛΛΕΙΝ ΛΑΚΕΔΑΙΜΟΝΙΟΙΣ ΟΤΙ ΤΗΔΕ

ΚΕΙΜΕΘΑ ΤΟΙΣ ΚΕΙΝΩΝ ΡΗΜΑΣΙ ΠΕΙΘΟΜΕΝΟΙ
Une épigramme notoire, habituellement attribuée à Simonide de Céos, a été gravée comme épitaphe sur une pierre commémorative installée au sommet du tumulus mortuaire des Spartiates tombés aux Thermopyles. C'est aussi la colline sur laquelle le dernier combattant est mort. La pierre originale n'existe plus ; en 1955, l'épitaphe a été gravée sur une nouvelle pierre. Le texte grec d'Hérodote est :
| ὦ ξεῖν᾿, ἀγγέλλειν Λακεδαιμονίοις ὅτι τῇδε κείμεθα, τοῖς κείνων ῥήμασι πειθόμενοι | Étranger, va dire à Lacédémone Que nous gisons ici pour avoir obéi aux ordres. |
| — Hérodote, VII, 228                                                              |                                                                                |

La tradition, plus souvent citée et enseignée, a conservé une version postérieure, mais attribuée à un Lycurgue préhistorique, plus conforme aux intentions des rhéteurs de l'époque classique glorifiant l'obéissance à la norme plutôt que la gloire militaire :
| ὦ ξεῖν᾿, ἀγγέλλειν Λακεδαιμονίοις ὅτι τῇδε κείμεθα, τοῖς κείνων πειθόμενοι νομίμοις | Étranger, va dire à Lacédémone Que nous gisons ici par obéissance à ses lois. |
| — Lycurgue, Leocr., 109.                                                            | (trad. Philippe-Ernest Legrand)                                               |

Conscient du glissement de sens, John Ruskin, soulignant l'importance dans une civilisation occidentale individualiste de l'« obéissance à ses lois », tente en 1894 de démêler la nuance :
Cicéron, abondant dans le sens classique, a rédigé une variation latine dans ses Tusculanae Disputationes (1.42.101) :
| Dic hospes Spartæ, nos te hic vidisse jacentes dum sanctis patriæ legibus obsequimur. | Passant, va dire à Sparte que nous sommes tombés ici pour obéir aux saintes lois de la patrie ! |
| — Cicéron                                                                             | (trad. M. Matter)                                                                               |

#### Monument à Léonidas
Sur le site de la bataille se trouve une statue moderne en bronze, le « Monument à Léonidas ». Sous la statue apparaît la réplique de Léonidas : Μολὼν λαβέ. La métope plus bas comprend des scènes stylisées de la bataille. Le monument est flanqué de deux statues en marbre, les deux symbolisant respectivement le fleuve Eurotas et la chaîne de montagnes Taygète, des points de repères notoires de Sparte.

#### Monument aux Thespiens
En 1997, le gouvernement grec dévoile un monument à la mémoire des 700 Thespiens qui ont combattu avec les Spartiates. Le monument est fait de marbre et comprend une statue en bronze qui dépeint le dieu Éros, parce que les anciens Thespiens le vénéraient. Sous la statue, on peut lire : « À la mémoire des 700 Thespiens ». Il se trouve près du Monument à Léonidas.

### Légendes
Le récit coloré d'Hérodote a inspiré plusieurs récits apocryphes d'incidents et de conversations en marge des évènements historiques. Ils ne peuvent être tous vérifiés ou réfutés faute de sources solides, mais ils sont partie intégrante de la légende de la bataille et démontrent le laconisme et l'esprit des Spartiates.
Par exemple, dans ses Paroles de Lacédémoniennes, Plutarque rapporte un échange entre Gorgô et Léonidas. « Comme elle encourageait son mari Léonidas qui partait pour les Thermopyles à se montrer digne de Sparte, elle lui demanda ce qu’il fallait qu’elle fasse. Il lui répondit : « Épouser un homme honorable et mettre au monde des enfants honorables ». Lorsque les Perses envoient des ambassadeurs à Sparte pour exiger le traditionnel symbole de reddition, c'est-à-dire de la terre et de l'eau, les Spartiates les jettent au fond d'un puits profond, en leur criant qu'une fois arrivés en bas, ils n'auraient qu'à « creuser eux-mêmes ».
Selon Hérodote, à leur arrivée aux Thermopyles, les Perses ont envoyé un cavalier faire une reconnaissance. Les Grecs l'autorisent à observer leur camp, puis à partir. Xerxès lit le rapport du cavalier, notamment sur la taille de l'armée grecque, et apprend que les Spartiates s'adonnent à la callisthénie et peignent leurs longs cheveux. Il recherche les conseils de Démarate de Sparte, un roi spartiate en exil qui a trouvé refuge à sa cour. Xerxès apprend que les Spartiates se préparent à la bataille et ornent leurs cheveux lorsqu'ils anticipent de perdre la vie. Démarate ajoute : « Au reste, si vous subjuguez ces hommes-ci et ceux qui sont restés à Sparte, sachez, seigneur, qu’il ne se trouvera pas une seule nation qui ose lever le bras contre vous ; car les Spartiates, contre qui vous marchez, sont le plus valeureux peuple de la Grèce ».

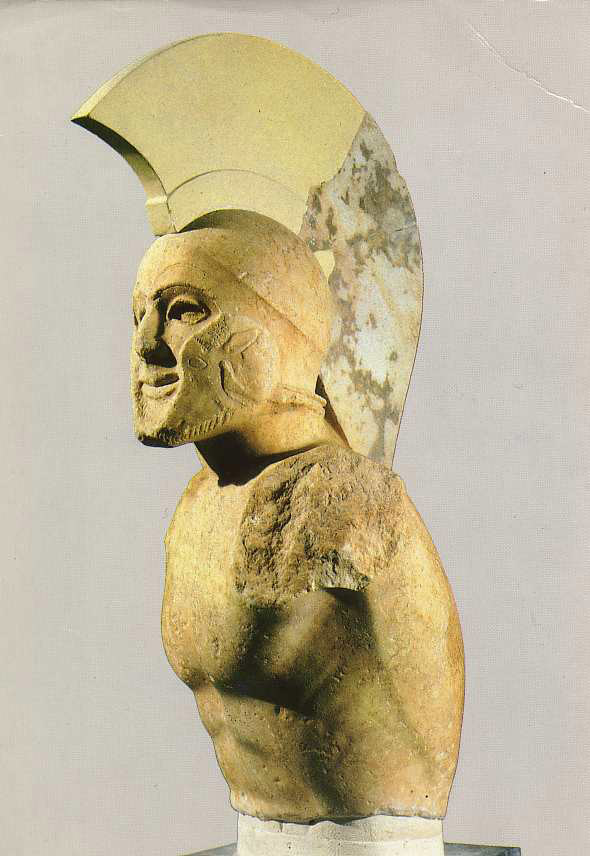
Buste d'un hoplite casqué, peut-être le roi Léonidas, Ve siècle (musée archéologique de Sparte).

Hérodote décrit aussi l'accueil des Perses par Léonidas. « Xerxès lui écrivit que s'il voulait ne pas combattre contre un dieu et embrasser son parti, il lui donnerait l'empire de toute la Grèce. « Si vous connaissiez les vrais biens de la vie, lui répondit Léonidas, vous n'ambitionneriez pas les possessions des autres. J'aime mieux mourir pour la Grèce que de dominer sur ses habitants ». C'est alors que l'ambassadeur exige que les Laconiens rendent leurs armes, exigence à laquelle réplique Léonidas : Μολὼν λαβέ (« Venez les prendre »).
Hérodote rapporte une répartie de Diénécès, un soldat spartiate :

« Avant la bataille, ayant entendu dire à un Trachinien que le soleil serait obscurci par les flèches des Barbares, tant était grande leur multitude, il répondit sans s’épouvanter, et comme un homme qui ne tenait aucun compte du nombre des ennemis : « Notre hôte de Trachinie nous annonce toutes sortes d’avantages ; si les Mèdes cachent le soleil, on combattra à l’ombre, sans être exposé à son ardeur. »

Après la bataille, Xerxès s'est enquis des raisons de combattre avec un tel désavantage numérique :

« Ayant été conduits devant le roi, quelques Perses, et l’un plus particulièrement encore que les autres, leur demandèrent à quoi s’occupaient alors les Grecs. « Maintenant, répondirent-ils, ils célèbrent les jeux olympiques, et regardent les exercices gymniques et la course des chevaux. » Ce même Perse leur demanda encore quel était le prix des combats. « Une couronne d’olivier, » dirent-ils. On rapporte à cette occasion une expression généreuse de Tritantæchmès, fils d’Artabane, qui le fit accuser par le roi de lâcheté ; car, ayant su que le prix ne consistait point en argent, mais en une couronne d’olivier, il ne put s’empêcher de s’écrier devant tout le monde : « Ô dieux ! [Mardonios], quels sont donc ces hommes que tu nous mènes attaquer ? Insensibles à l’intérêt, ils ne combattent que pour la gloire ! »

Dans le Protagoras de Platon, Socrate semble rejeter l'idée que l'économie de mots des Spartiates n'ait pour origine que l'insuffisance de leur éducation :

« On n’a qu’à converser avec le dernier Lacédémonien, dans presque tout l’entretien on verra un homme dont les discours n’ont rien que de très médiocre ; mais à la première occasion qui se présente, il jette un mot court, serré et plein de sens, tel qu’un trait lancé d’une main habile, et celui avec lequel il s’entretient ne paraît plus qu’un enfant. »

## Dans les arts et la culture
Depuis qu'elle est largement connue, la bataille des Thermopyles est une icône culturelle de la société occidentale. Elle est reprise dans d'innombrables ouvrages.

### Littérature

#### Bande dessinée
- Hector Oesterheld (scénario) et Alberto Breccia (dessins), dans la série « Mort Cinder », publient Les Thermopyles en 1983[162].
- Frank Miller (scénario et dessin) et Lynn Varley (couleurs) réalisent la série de comics 300 en 1998[163].

#### Poésie
- Victor Hugo publie en 1877 un poème de 230 vers qu'il intitule Les Trois Cents[164],[165].
- Lord Byron, dans son poème Don Juan, y fait allusion[166] ; de même Emily Dickinson dans son poème "Go tell it" — what a message[167] ;

#### Récits
- Auguste de Villiers de l'Isle-Adam, dans ses Contes cruels parus en 1883, s'attarde à la bataille des Thermopyles[168].
- Edward Gibbon, dans son Histoire de la décadence et de la chute de l'Empire romain (1819), mentionne la bataille et le sacrifice des Spartiates[169].

### Filmographie

#### Cinéma
- 1962 : La Bataille des Thermopyles de Rudolph Maté[170];
- 2006 : 300 de Zack Snyder[171].

#### Séries
- Xena, la guerrière, l'épisode One Against an Army de la saison 3 montre la bataille menée par Xena et une autre guerrière contre des soldats perses[172] à la suite de la bataille des Thermopyles[173] ;
- Dans l'épisode Spartans de Samouraï Jack, le héros apporte son soutien à 300 soldats d'élite qui combattent une armée de robots[174].

### Musique
- Le disque The Last Stand, du groupe Sabaton, comprend Sparta, une chanson sur les Thermopyles[175] ;
- idem pour la chanson en finnois Thermopylain laulu (poème de Uuno Kailas (en) — l'un des poètes les plus en vue des années 1930[176] — sur une musique de Heikki Klemetti) parue dans l'entre-deux-guerres[177].Léonidas aux Thermopyles de Jacques-Louis David (1814). Ce tableau rassemble des éléments de sources diverses, qu'elles soient historiques ou légendaires, sur la bataille des Thermopyles

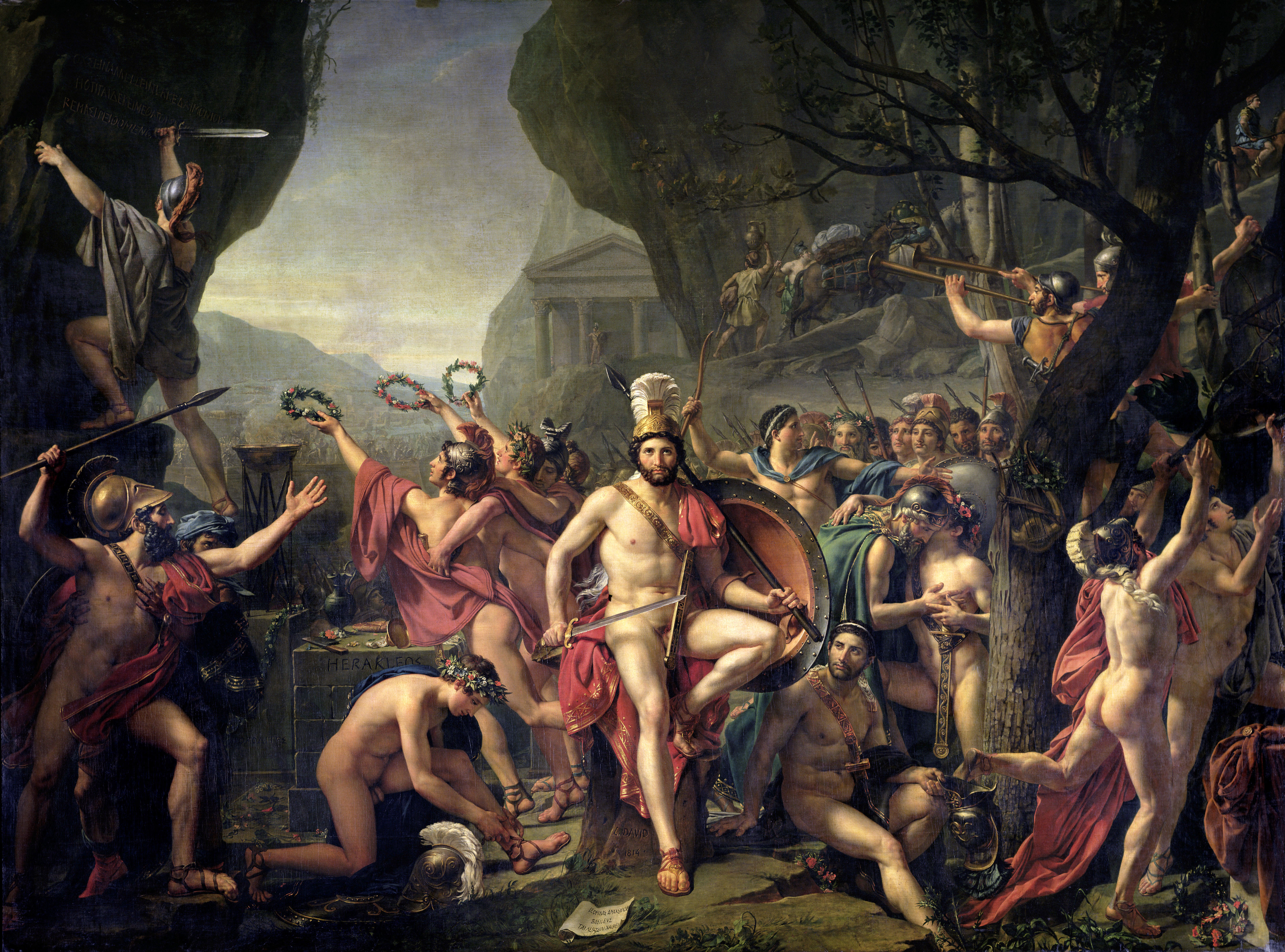
Léonidas aux Thermopyles de Jacques-Louis David (1814). Ce tableau rassemble des éléments de sources diverses, qu'elles soient historiques ou légendaires, sur la bataille des Thermopyles

### Peinture
- Jacques-Louis David peint Léonidas aux Thermopyles (1814)[178] ;
- Oskar Kokoschka peint Les Thermopyles (1954)[179] ;
- Stanley Meltzoff peint The Battle of Thermopylae in 480.BC (1963)[180].

### Jeux vidéo
- Gates of Troy propose au joueur de participer à la bataille des Thermopyles[181] ;
- Pour accompagner le film 300, le jeu vidéo 300: March to Glory est publié en février 2007[182].
- Le joueur incarne Léonidas durant cette bataille dans Assassin's Creed Odyssey[183].

### Numismatique

Pièce commémorative de 2 euros, Grèce, 2020.

En 2020, la Grèce émet une monnaie commémorative de 2 euros pour célébrer les 2 500 ans de la bataille des Thermopyles. Elle représente un casque de la Grèce antique.

## Utilisation politique à l'époque contemporaine
La bataille des Thermopyles a fait l'objet de récupérations tant des républicains français au début du XIXe siècle que de conservateurs tels que Chateaubriand. Le tableau Léonidas aux Thermopyles a quant à lui été utilisé pour mobiliser les soldats lors de la guerre d'indépendance grecque, et la mémoire de la bataille a été convoquée ponctuellement lors de diverses luttes comme en Irlande du Nord. Aux États-Unis, le monument aux défenseurs de Fort Alamo fait lui aussi référence à Léonidas. L'Allemagne nazie a elle utilisé très fréquemment l'imaginaire spartiate lié à la bataille, assimilant notamment la résistance de Friedrich Paulus lors de la bataille de Stalingrad à celle de Léonidas, ou surnommant Leonidas-Staffel l'escadrille du Kampfgeschwader 200 ayant pratiqué des missions suicide. Après la Seconde Guerre mondiale, Sparte est évoquée en France à la fois par l'écrivain d'extrême droite Maurice Bardèche et par André Malraux lors de l'hommage au maquis des Glières qui paragraphe l'épigramme du monument des Thermopyles : « Passant, va dire à la France que ceux qui sont tombés ici sont morts selon son cœur ».

## Analogies

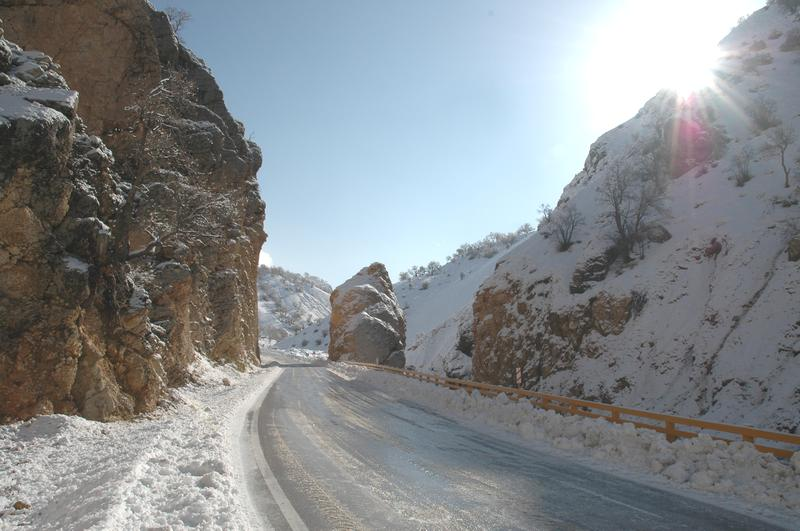
Les Portes persiques en Iran actuel.

Plusieurs batailles partagent les caractéristiques des Thermopyles. Les auteurs anciens et modernes mentionnent plusieurs analogies entre la bataille des Portes persiques et la bataille des Thermopyles. La première est comme un renversement de situation par rapport à celle survenue en Grèce, un siècle et demi auparavant, où les Grecs ont été vaincus, un auteur la surnommant les « Thermopyles perses ». La campagne de conquêtes d'Alexandre le Grand contre la Perse en 330 av. J.-C. est, en partie, menée en représailles de l'invasion de la Grèce. L'armée perse, menée par Ariobarzane, bloque son avance aux portes Persiques pendant 30 jours, et peut-être plus. L'opposition perse tombe lorsque des soldats d'Alexandre découvrent un sentier qui permet de contourner le défilé. D'après certains témoignages antiques, un berger perse aurait guidé les forces macédoniennes sur un sentier de montagne, de la même manière qu'un Grec a mené les troupes de Xerxès Ier au sentier de contournement. Cependant, dans les années 2000, au moins deux chercheurs supposent que ce n'est qu'une invention tentant de faire le rapprochement avec la bataille des Thermopyles,. Quinte-Curce qualifie la confrontation qui suit de « mémorable » parce que les Perses combattent sans armes.
En 191 av. J.-C., le même théâtre oppose les légions romaines à l'armée séleucide. Le consul romain Manius Acilius Glabrio se rappelle d’un sentier emprunté par les Perses. Une unité romaine part en reconnaissance, disperse le petit contingent qui le garde et l'armée séleucide est encerclée,.
Pendant la bataille de Krtsanissi en 1797, les trois cents Aragviens sont les derniers soldats géorgiens qui s'opposent à l'avancée des forces d'Agha Mohammad Chah, qui se prépare à occuper Tbilissi, la capitale géorgienne,.
Lors du siège de Fort Alamo en 1836, les occupants de la mission Alamo tiennent tête aux forces mexicaines pendant 13 jours ; lorsque les Mexicains s'introduisent dans la mission, ils massacrent la majorité des occupants dont le nombre est estimé entre 185 et 260,.
La bataille de Camerone oppose une compagnie de la Légion étrangère aux troupes mexicaines le 30 avril 1863 lors de l'expédition du Mexique. Soixante-deux soldats de la Légion, assiégés dans un bâtiment d'une hacienda du village de Camarón de Tejeda résistent plus d'une journée à l'assaut de deux mille soldats mexicains. À la fin de la journée, il reste moins de six légionnaires,.
À la bataille de Saragarhi, 21 soldats sikhs défendent un poste de l'armée britannique face à une armée de dix mille soldats afghans ; même s'ils tuent de nombreux Afghans lors de plusieurs combats, ils sont submergés puis tués.
Lors de la bataille de Wizna en 1939, 720 Polonais tiennent tête à quarante mille soldats allemands pendant trois jours.

### Citations originales
1. ↑  (en) « For the first time, a chronicler set himself to trace the origins of a conflict not to a past so remote so as to be utterly fabulous, nor to the whims and wishes of some god, nor to a people's claim to manifest destiny, but rather explanations he could verify personally. »
2. ↑  (en) « we either write a history of Thermopylae with [Herodotus], or not at all »
3. ↑  (en) « almost worse than useless »
4. ↑  (en) « since he was sure that [the Ionians] would not go unpunished for their rebellion »
5. ↑  (en) « Because of the arrows of the barbarians it is impossible to see the sun »
6. ↑  (en) « Won't it be nice, then, if we shall have shade in which to fight them? »
7. ↑  (en) « All they had »
8. ↑  (en) « helots were also there for them to see »
9. ↑  (en) « Leonidas, when he received the appointment, announced that only one thousand men should follow him on the campaign »
10. ↑  (en) « There were, then, of the Lacedemonians one thousand, and with them three hundred Spartiates »
11. ↑  (en) « The cavalry on both sides proved useless, as the ground at the Pass is not only narrow, but also smooth because of the natural rock, while most of it is slippery owing to its being covered with streams… the losses of the barbarians it was impossible to discover exactly. For the number of them that disappeared beneath the mud was great. »
12. ↑  (en) « superior in valour and in the great size of their shields »
13. ↑  (en) « cut to ribbons »
14. ↑  (en) « supposing that their enemies, being so few, were now disabled by wounds and could no longer resist. »
15. ↑  (en) « totally perplexed »
16. ↑  (en) « he was successful on both land and sea, and the Great Invasion began with a brilliant success. … Xerxes had every reason to congratulate himself »
17. ↑  (en) « disastrous »
18. ↑  (en) « So almost immediately, contemporary Greeks saw Thermopylae as a critical moral and culture lesson. In universal terms, a small, free people had willingly outfought huge numbers of imperial subjects who advanced under the lash. More specifically, the Western idea that soldiers themselves decide where, how, and against whom they will fight was contrasted against the Eastern notion of despotism and monarchy—freedom proving the stronger idea as the more courageous fighting of the Greeks at Thermopylae, and their later victories at Salamis and Plataea attested »
19. ↑  (en) « free men »
20. ↑  (en) « slaves »
21. ↑  (en) « Also obedience in its highest form is not obedience to a constant and compulsory law, but a persuaded or voluntary yielded obedience to an issued command … His name who leads the armies of Heaven is "Faithful and True"… and all deeds which are done in alliance with these armies … are essentially deeds of faith, which therefore … is at once the source and the substance of all known deed, rightly so called … as set forth in the last word of the noblest group of words ever, so far as I know, uttered by simple man concerning his practice, being the final testimony of the leaders of a great practical nation … [the epitaph in Greek] »
22. ↑  (en) « In memory of the seven hundred Thespians »

#### Sources antiques
- Cicéron, Traité des Lois.
- Hérodote, Histoires [détail des éditions] (lire en ligne).

#### Sources modernes
En anglais
- (en) Edward Greswell, Origines kalendariæ Hellenicæ or The History of the Primitives Calendar Among the Greeks, Before and After the Legislation of Solon, vol. 5, Oxford University press, 1827 (lire en ligne)
- (en) John Ruskin, The Complete Works : Modern Painters : Volume the Fifth, New York, Bryan, Taylor and Company, 1894 (OCLC 4631131), « Part VIII: Of Ideas of Relation – I. of Invention Formal: Chapter I: The Law of Help »
- (en) F. Maurice, « The Size of the Army of Xerxes in the Invasion of Greece 480 B.C. », Journal of Hellenic Studies, no 50,‎ 1930, p. 210-235 (résumé)
- (en) Osbert Guy Stanhope Crawford, Said and Done : The Autobiography of an Archaeologist, Weidenfeld and Nicolson, 1955
- (en) Moses Finley (trad. Rex Warner), Thucydides – History of the Peloponnesian War, Penguin, 1972 (EAN 978-0-14-044039-3), « Introduction ».
- (he) Theodoros Sarikakis, « Το Βασίλειο των Σελευκιδών και η Ρώμη [« Rome, de Basile à l'Empire séleucide »] », dans Georgios A. Christopoulos et Ioannis K. Bastias, Ιστορία του Ελληνικού Έθνους, Τόμος Ε΄: Ελληνιστικοί Χρόνοι [« Histoire de la nation grecque, vol. V : période hellène »], Athènes, Ekdotiki Athinon,‎ 1974 (EAN 978-960-213-101-5), p. 55–91
- (en) G. Tegopoulos et A. Phytrakis, Elliniko Lexico, Athènes, Armonia, 1988
- (en) D. Fehling (trad. J.G. Howie), Hérodote and His "Sources" : Citation, Invention, and Narrative Art, Leeds, Francis Cairns, coll. « Arca Classical and Medieval Texts, Papers, and Monographs », 1989, chap. 21.
- (en) J. F. Lazenby, The Defence of Greece 490–479 BC, Warminster, Aris & Phillips Ltd., 1993, 294 p. (ISBN 0-85668-591-7)
- (en) Karl W. Eikenberry, « Take No Casualties », Parameters: US Army War College Quarterly, vol. XXVI, no 2,‎ été 1996, p. 109–118 (lire en ligne)
- (en) Peter Green, The Greco-Persian Wars, University of California Press, 1996, 344 p. (ISBN 0-520-20313-5, présentation en ligne)
- (en) J. B. Bury et Russell Meiggs, A History of Greece to the Death of Alexander the Great, Palgrave Macmillan, 2000, 4e éd. (lire en ligne)
- (en) N. G. L. Hammond, The Expedition of Xerxes : Persian Preparations and the Advance to Therma in Macedonia, Cambridge/New York/Melbourne, Cambridge University Press, coll. « The Cambridge Ancient History / IV Persia, Greece and the Western Mediterranean », 2000, 928 p. (ISBN 0-521-22804-2), p. 532-534
- (en) Lyn Dore, « Once the War Is Over », dans P. W. M. Freeman et A. Pollard, Fields of Conflict: Progress and Prospect in Battlefield Archaeology, David Brown Book Co., 2001, 285–286 p. (EAN 978-1-84171-249-9, lire en ligne)
- (en) John Graigner, The Roman War of Antiochus the Great, Boston, Brill, 2002 (ISBN 9789004128408)
- (en) Ernle Bradford, Thermopylae : The battle for the West, New York, Da Capo Press, 2004, 256 p. (ISBN 978-0-306-81360-3)
- (en) John Prevas, Envy of the Gods : Alexander the Great's Ill-Fated Journey across Asia, Da Capo Press, 2004 (ISBN 0-306-81268-1)
- (en) Tom Holland, Persian Fire : The First World Empire and the Battle for the West, Abacus, 2005, 363 p. (ISBN 978-0-349-11717-1).
- (en) George Cawkwell, The Greco-Persian Wars, Oxford University Press, 2006, 316 p. (ISBN 0-19-929983-8)
- (en) Paul Cartledge, Thermopylae : the battle that changed the world, Londres, Pan, 2007, 300 p. (ISBN 978-0-330-41918-5)
- (en) Justin Marozzi, The Way of Herodotus : Travels with the Man who Invented History, Da Capo Press, 2008, 348 p. (ISBN 978-0-306-81621-5 et 0-306-81621-0)
- (en) Douglas S. Tung et Teresa K. Tung, 36 Stratagems Plus : Illustrated by International Cases, Trafford Publishing, 2010, 388 p. (ISBN 978-1-4269-2806-2 et 1-4269-2806-8, présentation en ligne)

En français
- (la + fr) Marco Tulio Cicerón, M. Stiévenart (trad. de la partie Des Biens et des maux) et M. Matter (trad. de la partie Questions Tusculanes), Oeuvres complètes de Cicéron : Des biens et des maux, Paris, C.L.F. Panckoucke, 1840
- Apostolos Dascalakis, Problèmes historiques autour de la bataille des Thermopyles : Travaux et mémoires des anciens membres étranger de l'Ecole et de divers savants, Paris, Editions E. de Bocard, coll. « Ecole française d'Athènes », 1962, Fasc. XII.
- Andrée Barguet, Denis Roussel et Jacqueline De Romilly, Historiens grecs, I, Hérodote, Thucydide, t. 1, Paris, Gallimard, coll. « Bibliothèque de la Pléïade », 1964 (ISBN 978-2070102778).
- Jean-Nicolas Corvisier, Guerre et société dans les mondes grecs (490-322 av. J.-C.), Armand Colin, coll. « U Histoire », 1999, 298 p. (ISBN 978-2-200-25060-7)
- Victor Davis Hanson (trad. Laurent Bury), Les Guerres grecques : 1400-146 av. J.-C., Paris, Éditions Autrement, 1999, 223 p. (ISBN 2-86260-972-2)
- François Hartog, Le miroir d'Hérodote: essai sur la représentation de l'autre, Gallimard, coll. « Folio », 2001 (ISBN 978-2-07-041847-3)
- Jean Malye, La Véritable Histoire de Sparte et de la bataille des Thermopyles, Paris, Les Belles Lettres, 2007, 328 p. (ISBN 978-2-251-44321-8)
- Jean-Nicolas Corvisier, La Bataille de Platées 479 av. J.-C., Clermont-Ferrand, Lemme edit, coll. « Illustoria », 2010, 102 p. (ISBN 978-2-917575-17-8).
- Luc Mary, Les Thermopyles : La plus célèbre bataille de l'Antiquité, Paris, Larousse, coll. « L'Histoire comme un roman », 2011, 208 p. (ISBN 978-2-03-585466-7)
- Jean Haillet, La véritable histoire de Thémistocle, Paris, Les belles Lettres, coll. « « La véritable histoire de » », 2012, 162 p. (ISBN 978-2-251-04014-1).
- Jacqueline Christien et Yohann Le Tallec, Léonidas. Histoire et mémoire d'un sacrifice, Paris, Ellipses, coll. « Biographies et mythes historiques », 2013, 400 p. (ISBN 978-2729876548).
- Jean-Christophe Buisson (dir.), Georges Ayache et al., Le dernier carré : Combattants de l'honneur et soldats perdus de l'antiquité à nos jours, Paris, Éditions Perrin, 2021, 383 p. (ISBN 978-2-262-09660-1), Chapitre 1.